# Bitwa o Khe Sanh
Bitwa o Khe Sanh – ważna bitwa wojny wietnamskiej stoczona pomiędzy 21 stycznia a 11 lipca 1968 roku w rejonie Khe Sanh w północno-zachodniej części prowincji Quảng Trị w Wietnamie Południowym. Głównymi siłami USA broniącymi Bazy Bojowej Khe Sanh (Khe Sanh Combat Base, KSCB) były dwa pułki Korpusu Piechoty Morskiej Stanów Zjednoczonych wspierane przez elementy Armii Stanów Zjednoczonych i Sił Powietrznych Stanów Zjednoczonych, a także niewielka liczba żołnierzy Armii Republiki Wietnamu (ARW). Siły te musiały stawić czoła dwóm lub trzem oddziałom wielkości dywizji regularnej armii Wietnamu Północnego, czyli Wietnamskiej Armii Ludowej.
Dowództwo USA w Sajgonie początkowo uważało, że operacje bojowe wokół KSCB prowadzone w 1967 roku były częścią serii mniejszych ofensyw Wietnamskiej Armii Ludowej w regionach przygranicznych. Ocenę tę zmieniono później, gdy odkryto, że armia północnowietnamska przemieszcza duże siły na ten obszar. W odpowiedzi w bazie zostały zgromadzone większe siły amerykańskie, zanim komunistom udało się ją odizolować. Po oblężeniu bazy, w ciągu pięciu miesięcy stoczono o nią serię krwawych walk. W tym czasie KSCB i okoliczne posterunki na wzgórzach były poddawane ciągłym atakom artyleryjskim, moździerzowym i rakietowym Wietnamskiej Armii Ludowej. Aby wesprzeć bazę piechoty morskiej, amerykańskie lotnictwo rozpoczęło masową kampanię bombardowań lotniczych (operacja Niagara). W ciągu pierwszych trzech miesięcy amerykańskie samoloty zrzuciły ponad 114 810 ton bomb, a w obronie bazy wystrzelono ponad 158 900 pocisków artyleryjskich za cenę straty 3 zniszczonych samolotów i 35 śmigłowców oraz 23 samolotów i 123 śmigłowców uszkodzonych. Podczas całej bitwy siły amerykańskie wykorzystywały najnowszą znaną wówczas technologię do lokalizowania sił północnowietnamskich w celu namierzania celów. Ponadto wysiłek logistyczny wymagany do wsparcia bazy po jej odizolowaniu wymagał wdrożenia innowacji taktycznych w celu zapewnienia zaopatrzenia oblężonych sił piechoty morskiej.
W marcu 1968 roku połączona grupa zadaniowa piechoty morskiej, armii amerykańskiej i ARW rozpoczęła odsiecz o kryptonimie operacja Pegasus, która ostatecznie przedarła się do oblężonej bazy w Khe Sanh. Amerykańscy dowódcy uznali obronę Khe Sanh za sukces, ale wkrótce po zniesieniu oblężenia podjęto decyzję o demontażu bazy, zamiast ryzykować podobne bitwy w przyszłości. 19 czerwca 1968 roku rozpoczęła się ewakuacja i zniszczenie KSCB. Pośród silnego ostrzału piechota morska próbowała uratować to, co mogła, zanim zniszczyła to, co pozostało, by nie wpadło w ręce wroga. Drobne ataki trwały nadal, zanim baza została oficjalnie zamknięta 5 lipca. Jednak piechota morska pozostała wokół Wzgórza 689, a walki w okolicy trwały do 11 lipca, aż w końcu Marines zostali wycofani, kończąc bitwę.
W rezultacie, Wietnam Północny ogłosił zwycięstwo w Khe Sanh, podczas gdy siły amerykańskie twierdziły, że się wycofały, ponieważ baza nie była już potrzebna. Historycy zauważyli, że bitwa pod Khe Sanh mogła odwrócić uwagę Amerykanów i ARW od gromadzenia sił Vietcongu na południu przed ofensywą Tết wczesną wiosną 1968 roku. Niemniej jednak podczas bitwy dowódca sił USA w Wietnamie, gen. William Westmoreland utrzymywał, że prawdziwym celem ofensywy Tết było odciągnięcie sił aliantów od Khe Sanh.

## Preludium
Wieś Khe Sanh była siedzibą władz dystryktu Hương Hoa, obszaru zamieszkanego przez plemię Bru i pokrytego plantacjami kawy, położoną około 11 km od granicy z Laosem przy autostradzie nr 9, najbardziej wysuniętej na północ poprzecznej drodze w Wietnamie Południowym. Bardzo zniszczona autostrada nr 9 biegła z regionu przybrzeżnego przez zachodnie wyżyny i przekraczała granicę z Laosem. Początki bazy bojowej leżą w budowie lotniska przez US Army Special Forces w sierpniu 1962 roku obok wioski w starym francuskim forcie. Obóz stał się następnie placówką Cywilnych Nieregularnych Grup Obrony, które miały obserwować infiltrację sił północnowietnamskich wzdłuż granicy i chronić miejscową ludność.

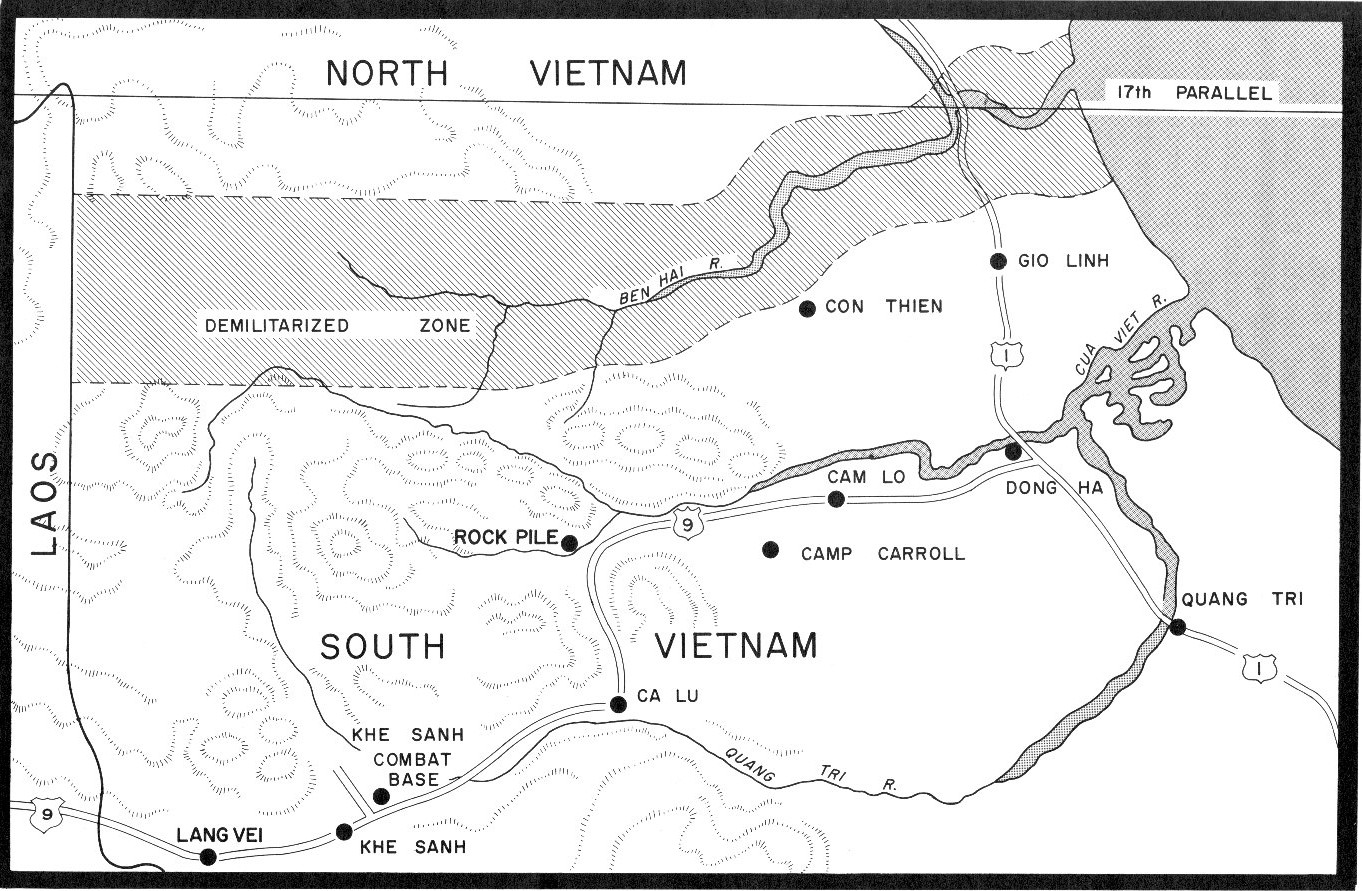
Mapa północnej części prowincji Quảng Trị

James Marino napisał, że w 1964 roku gen. William Westmoreland, dowódca sił USA w Wietnamie, ustalił, iż „Khe Sanh może służyć jako baza patrolowa blokująca wrogą infiltrację z Laosu; baza do […] operacji nękania wroga w Laosie; punkt wyjściowy do rozpoznania Szlaku Ho Chi Minha; zachodnia kotwica dla obrony na południe od strefy zdemilitaryzowanej; i ostateczny punkt wyjścia dla operacji lądowych, mających na celu przecięcie Szlaku Ho Chi Minha”. W listopadzie 1964 roku Cywilne Nieregularne Grupy Obrony przeniosły swój obóz na płaskowyż Xom Cham, przyszłą lokalizację Bazy Bojowej Khe Sanh.
Zimą 1964 roku Khe Sanh stało się bazą wypadową dla ściśle tajnego Dowództwa Wsparcia Militarnego – Grupy Studyjno-Obserwacyjnej (SOG). Miejsce to zostało najpierw założone w pobliżu wioski, a później przeniesione do francuskiego fortu. Stamtąd zespoły SOG-u były wysyłane do Laosu w celu rozpoznania i zbierania informacji wywiadowczych na temat systemu logistycznego komunistów znanego na południu jako Szlak Ho Chi Minha, a przez żołnierzy Wietnamu Północnego jako „Strategiczny Szlak Zaopatrzeniowy Truong Son”.

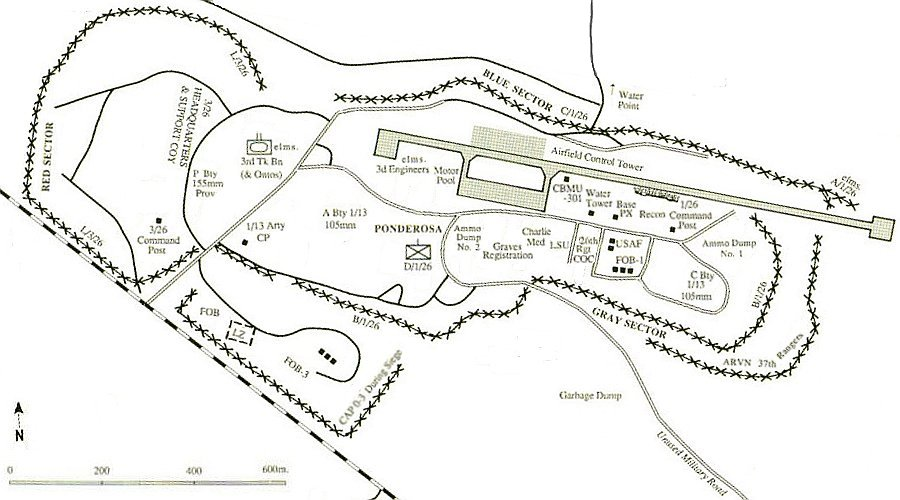
Schemat Bazy Bojowej Khe Sanh

Marino stwierdził, że „do 1966 roku Westmoreland zaczął rozważać Khe Sanh jako część większej strategii”. Mając na celu uzyskanie ostatecznej zgody na marsz przez terytorium Laosu w celu przecięcia Szlaku Ho Chi Minha, uznał, że „absolutnie konieczne jest utrzymanie bazy”. Wydał rozkaz, aby amerykańscy Marines zajęli pozycje wokół Khe Sanh. Wojskowe Dowództwo Wsparcia Wietnamu rozpoczęło wówczas planowanie inwazji na Laos, a w październiku ukończono budowę lotniska w Khe Sanh.
Obóz na płaskowyżu był na stałe obsadzony przez amerykańskich Marines od 1967 roku, kiedy to utworzyli oni placówkę obok pasa startowego. Baza ta miała służyć jako zachodnia kotwica sił Korpusu Piechoty Morskiej, który przejął taktyczną odpowiedzialność za pięć najbardziej wysuniętych na północ prowincji Wietnamu Południowego, znanych jako I Korpus. System obronny Marines rozciągał się na południe od strefy zdemilitaryzowanej od wybrzeża, wzdłuż autostrady nr 9, do Khe Sanh. W 1966 roku regularne oddziały Sił Specjalnych opuściły płaskowyż i zbudowały mniejszy obóz wzdłuż autostrady nr 9 w Lang Vei, około połowy odległości do granicy z Laosem.

## Tło

### Walki graniczne
W drugiej połowie 1967 roku Wietnamczycy z Północy podjęli szereg działań w regionach przygranicznych Wietnamu Południowego. Wszystkie te uderzenia zostały przeprowadzone przez jednostki komunistyczne wielkości pułku, ale w przeciwieństwie do większości poprzednich ataków typu „uderz i uciekaj”, były one ciągłe i krwawe.
Na początku października Wietnamska Armia Ludowa zintensyfikowała rozpoznanie naziemne siłami wielkości batalionu i kontynuowała ostrzał artyleryjski przeciwko Con Thien, twierdzy położonej na szczycie wzgórza w centrum linii obronnej Marines na południe od strefy zdemilitaryzowanej, w północnej części prowincji Quảng Trị. Pociski moździerzowe, artyleryjskie i rakiety 122 mm spadały bezładnie, ale nieustannie na bazę. Wrześniowe bombardowania wahały się pod względem wielkości od 100 do 150 pocisków dziennie, przy czym 25 września osiągnęły największą siłę 1190 pocisków.
Westmoreland odpowiedział na te ataki, rozpoczynając operację Neutralize, kampanię bombardowań lotniczych i morskich mającą na celu przerwanie oblężenia. Przez siedem tygodni amerykańskie samoloty zrzuciły od 35 000 do 40 000 ton bomb w prawie 4000 nalotach.

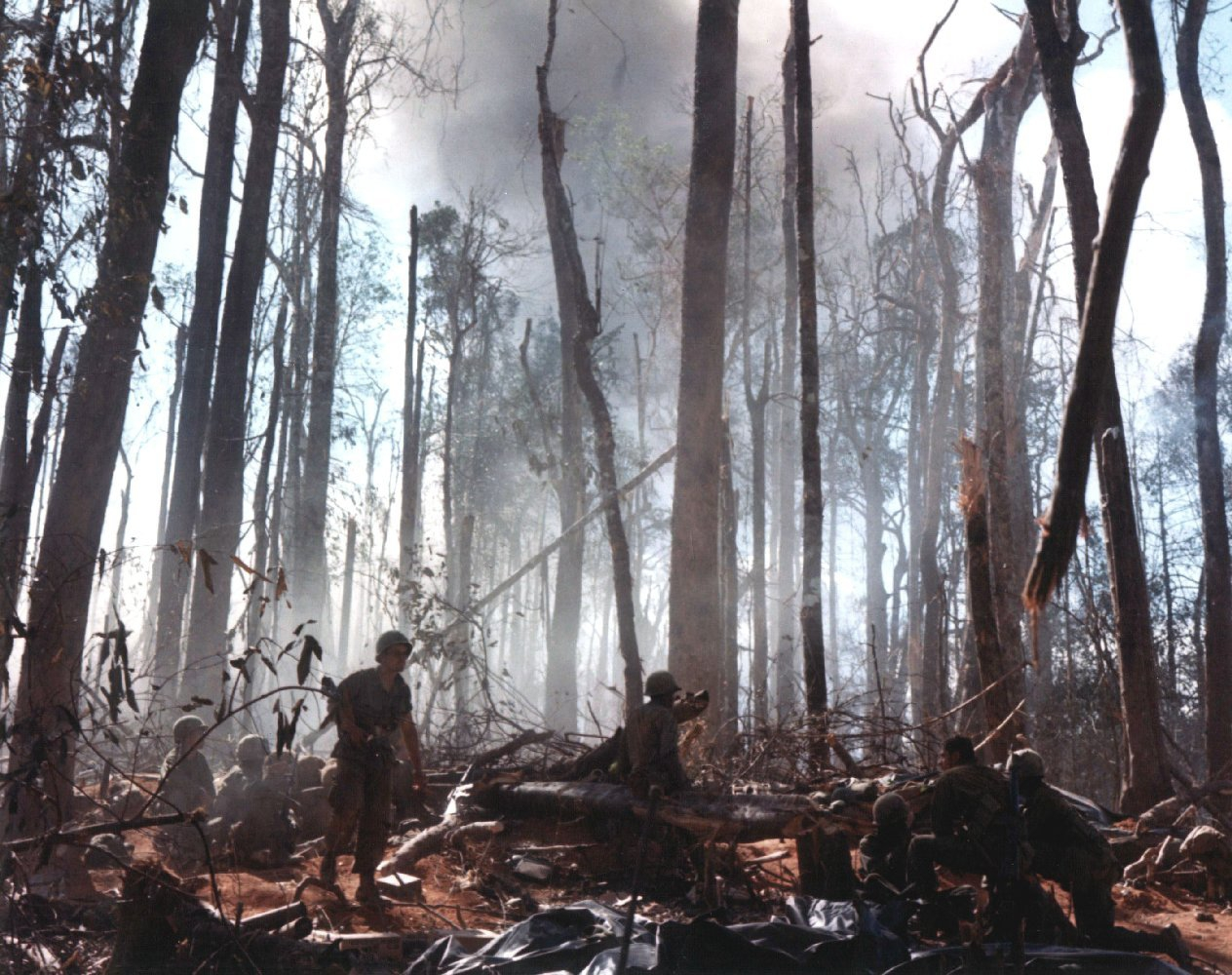
Bitwa na Wzgórzu 875, najbardziej zacięta z serii walk wokół Dak To

27 października pułk Wietnamskiej Armii Ludowej zaatakował batalion Armii Republiki Wietnamu (ARW) w Song Be, stolicy prowincji Phước Long. Komuniści walczyli przez kilka dni, ponieśli straty i wycofali się. Dwa dni później 273 Pułk Wietnamskiej Armii Ludowej zaatakował obóz wietnamskich sił nieregularnych w pobliżu przygranicznego miasta Loc Ninh w prowincji Bình Long. Oddziały amerykańskiej 1 Dywizji Piechoty były w stanie szybko odpowiedzieć na to zagrożenie. Po dziesięciodniowej bitwie atakujący zostali wyparci do Kambodży. Co najmniej 852 żołnierzy północnowietnamskich zginęło podczas akcji, po przeciwnej stronie poległo tylko 50 Amerykanów i Wietnamczyków z Południa.
Najcięższa bitwa miała miejsce w pobliżu Dak To, w prowincji Kon Tum w Regionie Płaskowyżu Centralnego. Obecność 1 Dywizji Wietnamskiej Armii Ludowej wywołała tam 22-dniową bitwę i jedne z najbardziej intensywnych walk w zwarciu w całej wojnie wietnamskiej. Wywiad USA oszacował, że zginęło od 1200 do 1600 żołnierzy Wietnamskiej Armii Ludowej za cenę 362 poległych żołnierzy 4 Dywizji Piechoty, 173 Brygady Powietrznodesantowej i elementów powietrznodesantowych ARW, ale aż trzy z czterech batalionów 4 Dywizji Piechoty i cały 173 Pułk zostały uznane za nieskuteczne w walce podczas tej bitwy.
Amerykańscy analitycy wywiadu byli mocno zdezorientowani tą nagłą serią działań wroga. Nie widzieli żadnej logiki stojącej za ciągłymi ofensywami komunistów poza zadawaniem strat siłom alianckim. To zostało w pewnej mierze osiągnięte, lecz straty poniesione przez Wietnam Północny wydawały się niweczyć wszelkie bezpośrednie korzyści, jakie mogli uzyskać. Jednakże bitwy graniczne miały dwie znaczące konsekwencje, których wówczas nie doceniono. Skupiły one uwagę amerykańskiego dowództwa na regionach przygranicznych i odciągnęły siły amerykańskie i południowowietnamskie od nizin przybrzeżnych oraz miast, co miało znaczenie w ramach przygotowań do ofensywy Tết

## Walki na wzgórzach

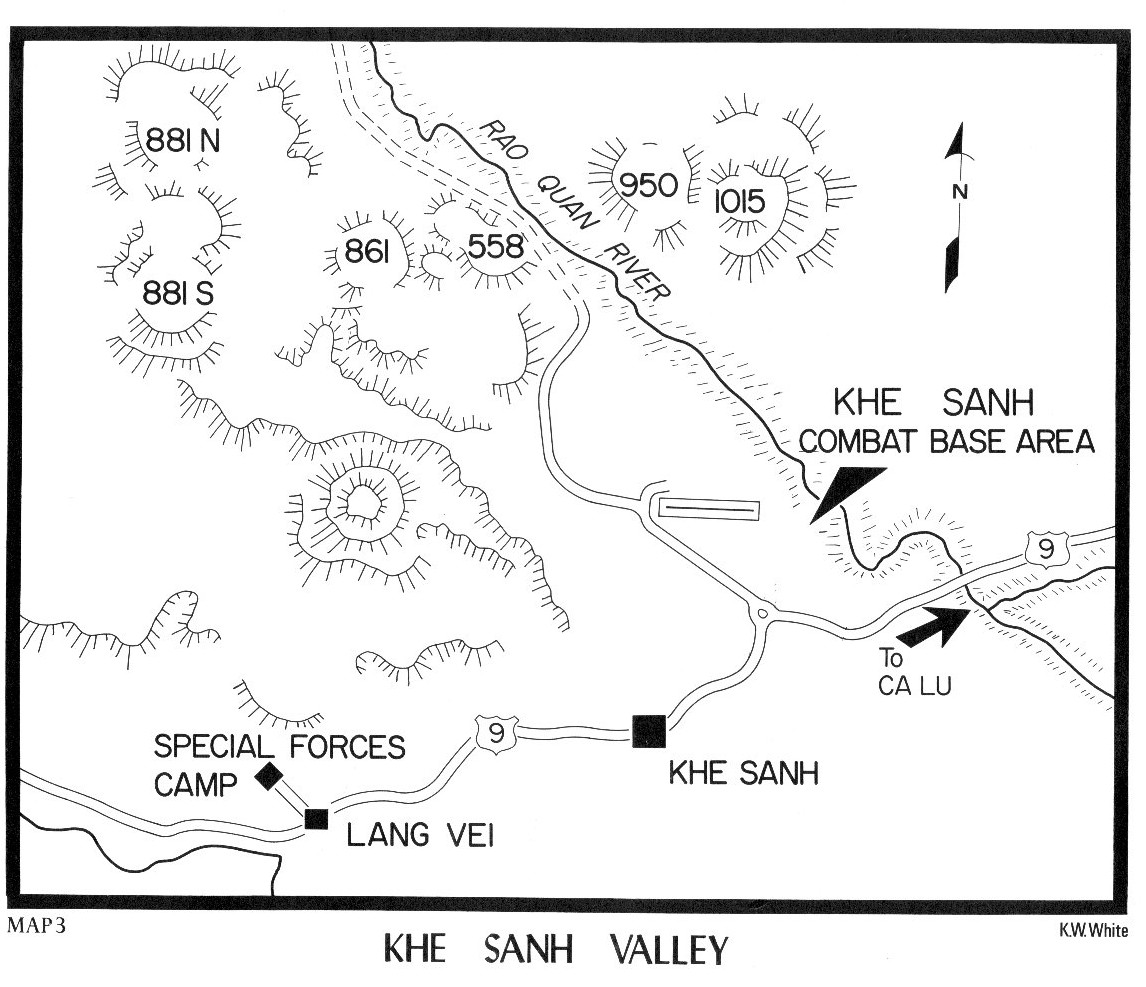
Dolina Khe Sanh

W rejonie Khe Sanh panował względny spokój aż do 1966 roku. Mimo to Westmoreland nalegał, aby nie tylko zajęli go Marines, ale także umocnili. Sprzeciwił się temu gwałtownie gen. Lewis W. Walt, dowódca Marines I Korpusu, który argumentował, że prawdziwym celem amerykańskiego zaangażowania w Wietnamie powinno być odpieranie ataków i ochrona ludności, a nie ściganie komunistów w głębi lądu.
Westmoreland jednak zwyciężył, a 1. batalion 3 Pułku Piechoty Morskiej został wysłany, aby zająć obóz i pas startowy 29 września. Pod koniec stycznia 1967 roku jednostka powróciła do Japonii i została zastąpiona przez kompanię B 1. batalionu 9 Pułku Marines. Pojedyncza kompania zastąpiła cały batalion.

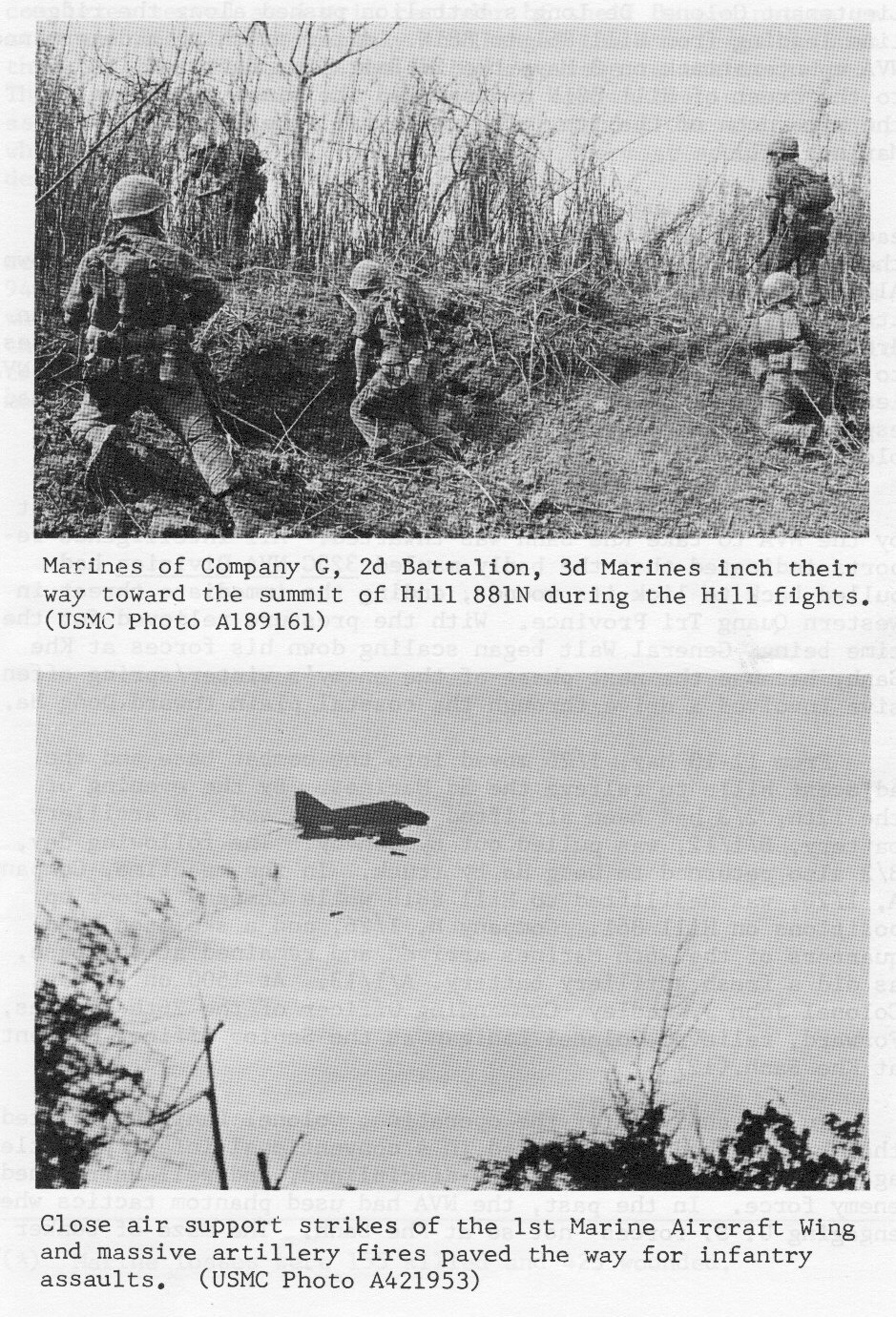
Walki na wzgórzach

24 kwietnia 1967 roku patrol z kompanii B wdał się w walkę z siłami Wietnamskiej Armii Ludowej o nieznanej liczebności na północ od wzgórza 861. Ta akcja rzeczywiście wywołała ofensywę północnowietnamską mającą na celu zdobycie Khe Sanh. Siły Wietnamskiej Armii Ludowej były w trakcie zdobywania wzniesienia przed rozpoczęciem głównego ataku. 2. i 3. batalion 3 Pułku Piechoty Morskiej pod dowództwem płk. Johna P. Lanigana wzmocniły KSCB i otrzymały zadanie wyparcia Wietnamskiej Armii Ludowej ze Wzgórz 861, 881 Północ i 881 Południe. Siły północnowietnamskie zostały wyparte z obszaru wokół Khe Sanh, tracąc 940 ludzi. Marines stracili 155 zabitych i 425 rannych.
Aby zapobiec obserwacji głównej bazy przy lotnisku przez Wietnamską Armię Ludową i ich ewentualnemu wykorzystaniu jako baz ogniowych, wzgórza otaczające dolinę Khe Sanh musiały być stale obsadzone i bronione przez oddziały piechoty morskiej.
W następstwie walk na wzgórzach nastąpił zastój w aktywności Wietnamskiej Armii Ludowej wokół Khe Sanh. Pod koniec maja siły piechoty morskiej zostały ponownie zredukowane z dwóch batalionów do jednego, 1. batalionu 26 Pułku Piechoty Morskiej. Gen. por. Robert E. Cushman Jr. zastąpił Walta na stanowisku dowódcy III MAF w czerwcu.
14 sierpnia płk David E. Lownds objął dowództwo nad 26 Pułkiem Piechoty Morskiej. Pod koniec lata i na początku jesieni w okolicy podejmowano sporadyczne działania, z których najpoważniejszą była zasadzka na konwój zaopatrzeniowy na autostradzie nr 9. Okazało się, że była to ostatnia próba zaopatrzenia Khe Sanh drogą lądową aż do marca następnego roku. W grudniu i na początku stycznia w rejonie Khe Sanh odnotowano liczne misje zwiadowcze wojsk północnowietnamskich, ale sektor ten pozostał stosunkowo spokojny.

### Decyzje
Następnie amerykańskie dowództwo musiało podjąć decyzję o zaangażowaniu większej części ograniczonej siły ludzkiej I Korpusu w obronę Khe Sanh lub o opuszczeniu bazy. Westmoreland uważał wybór za dość prosty. W swoich wspomnieniach wymienił powody kontynuowania działań w tym regionie:

Khe Sanh może służyć jako baza patrolowa blokująca wrogą infiltrację z Laosu; baza do […] operacji nękania wroga w Laosie; punkt wyjściowy do rozpoznania Szlaku Ho Chi Minha; zachodnia kotwica dla obrony na południe od strefy zdemilitaryzowanej; i ostateczny punkt wyjścia dla operacji lądowych, mających na celu przecięcie Szlaku Ho Chi Minha

Nie wszyscy czołowi oficerowie piechoty morskiej mieli jednak takie samo zdanie. Cushman, nowy dowódca III MAF, poparł Westmorelanda, być może dlatego, że chciał naprawić stosunki pomiędzy armią i piechotą morską po odejściu Walta. Inne podniesione obawy obejmowały twierdzenie, że prawdziwe zagrożenie dla I Korpusu wynikało z bezpośredniego zagrożenia dla miasta Quảng Trị i innych obszarów miejskich, obrona byłaby bezcelowa jako zagrożenie dla infiltracji, ponieważ oddziały Wietnamskiej Armii Ludowej mogłyby łatwo ominąć Khe Sanh, baza była zbyt odizolowana, a piechota morska „nie miała ani zasobów śmigłowcowych, ani żołnierzy, ani baz logistycznych do takich operacji”. Ponadto Shore argumentował, że „pogoda była kolejnym krytycznym czynnikiem, ponieważ słaba widoczność i niskie chmury towarzyszące porze monsunowej sprawiały, że takie operacje były niebezpieczne”.
Gen.-bryg. Lowell English (asystent dowódcy 3 Dywizji Piechoty Morskiej) narzekał, że obrona odizolowanego posterunku była absurdalna: „Kiedy jesteś w Khe Sanh, tak naprawdę nigdzie nie jesteś. Możesz je stracić, a tak naprawdę nic nie straciłeś”.
Jeśli chodzi o Westmorelanda, wszystko, co musiał wiedzieć, to to, że Wietnamska Armia Ludowa zgromadziła dużą liczbę żołnierzy do bitwy na odcinku Khe Sanh. Perspektywa ta była jeszcze bardziej kusząca, ponieważ baza znajdowała się na niezamieszkanym obszarze, na którym amerykańska siła ognia mogła być w pełni wykorzystana bez ofiar wśród ludności cywilnej. Możliwość związania i zniszczenia wcześniej nieuchwytnego wroga, który zmierzał w kierunku przygotowanych pozycji, zapowiadała zwycięstwo na niespotykane dotąd rozmiary.

## Bitwa

### Ataki na obwodzie

#### Pierwsze potyczki
Na początku grudnia 1967 roku dowództwo Wietnamskiej Armii Ludowej mianowało gen. mjr. Trần Quý Hai lokalnym dowódcą działań wokół Khe Sanh, a Lê Quang Đạo jego komisarzem politycznym. W kolejnych dniach wokół Sap Lit utworzono kwaterę główną nowej kampanii. Do operacji przydzielono dwie dywizje, 304. i 325.: 325-tej powierzono odpowiedzialność za obszar na północy, podczas gdy 304-tej powierzono odpowiedzialność za sektor południowy. Próbując ustalić zamiary Wietnamskiej Armii Ludowej, wywiad Marines potwierdził, że w ciągu nieco ponad tygodnia 325 Dywizja przemieściła się w pobliże bazy, a dwie kolejne dywizje znajdowały się w zasięgu wsparcia. 324 Dywizja znajdowała się w strefie zdemilitaryzowanej 16–24 km na północ od Khe Sanh, podczas gdy 320 Dywizja znajdowała się w łatwej do przebycia odległości na północnym wschodzie. Siły te otrzymywały wsparcie logistyczne z pobliskiego Szlaku Ho Chi Minha. W wyniku tej wiedzy KSCB zostało wzmocnione 22 stycznia 1968 roku przez 1. batalion 9 Pułku Piechoty Morskiej. Według oficjalnej historii Wietnamskiej Armii Ludowej, do grudnia 1967 roku Wietnam Północny miał na miejscu lub w bliskiej rezerwie: 304., 320., 324. i 325 Dywizję Piechoty, samodzielny 270 Pułk Piechoty; pięć pułków artylerii (16., 45., 84., 204. i 675.); trzy pułki przeciwlotnicze (208., 214. i 228.); cztery kompanie czołgów; jeden pułk inżynieryjny plus jeden samodzielny batalion inżynieryjny; jeden batalion sygnałowy i kilka lokalnych jednostek nieregularnych.

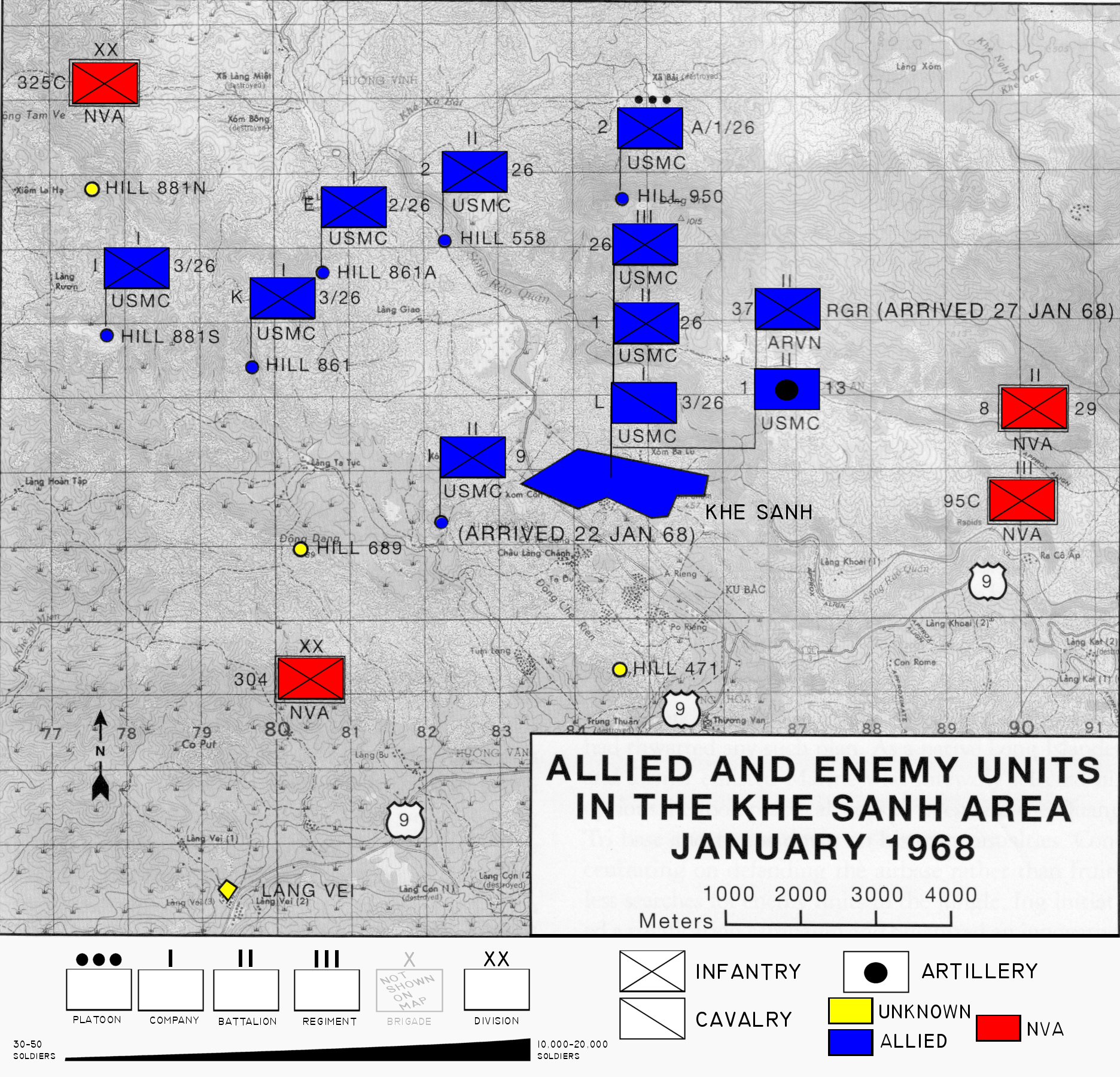
Rozmieszczenie sił przeciwników, styczeń 1968

Na pozycjach na zachód od Wzgórza 881 na południe i na północ od Grzbietu Co Roc (16°33′40″N 106°37′55″E/16,561000 106,632000), po drugiej stronie granicy w Laosie, armia północnowietnamska ustanowiła pozycje artyleryjskie, rakietowe i moździerzowe, z których mogła przeprowadzać ataki ogniowe na bazę i wspierać jej operacje naziemne. Działa Wietnamskiej Armii Ludowej kal. 130 mm i 152 mm oraz rakiety kal. 122 mm miały większy zasięg niż wsparcie artyleryjskie piechoty morskiej, które składało się z haubic kal. 105 mm i 155 mm. Komuniści wykorzystali tę przewagę zasięgu, aby uniknąć ognia kontrbateryjnego. W pomyślnym rozmieszczeniu sił pomagała im także utrzymująca się zła pogoda zimowego monsunu.
Podczas deszczowej nocy 2 stycznia 1968 roku sześciu mężczyzn ubranych w czarne mundury zostało zauważonych za drutem obronnym głównej bazy przez członków posterunku nasłuchowego. Po tym, jak nie odpowiedzieli na wyzwanie, zostali ostrzelani; pięciu zginęło na miejscu, podczas gdy szósty, chociaż ranny, uciekł. To wydarzenie skłoniło Cushmana do wzmocnienia Lowndsa resztą 2. batalionu 26 Pułku Piechoty Morskiej. Po raz pierwszy wszystkie trzy bataliony 26 Pułku Piechoty Morskiej walczyły razem od czasu bitwy o Iwo Jimę podczas II wojny światowej. Aby osłonić przejście wojsk w pobliżu rzeki Rao Quan, cztery kompanie z 2. batalionu 26 Pułku zostały natychmiast wysłane, aby zająć Wzgórze 558, a inna obsadziła Wzgórze 861A.
20 stycznia La Thanh Ton, porucznik Wietnamskiej Armii Ludowej z 325 Dywizji, zdezerterował i przedstawił plany całej serii ataków Wietnamskiej Armii Ludowej. Wzgórza 881 Południe, 861 i sama główna baza miały zostać jednocześnie zaatakowane tego samego wieczora. O godzinie 00:30 21 stycznia Wzgórze 861 zostało zaatakowane przez około 300 żołnierzy Wietnamskiej Armii Ludowej, jednak Marines byli przygotowani. Piechota północnowietnamska, choć ostrzelana ogniem artyleryjskim, zdołała przebić się przez obwód obrony i została odparta dopiero po ciężkiej walce na bliskim dystansie.
Główna baza została następnie poddana intensywnemu ostrzałowi moździerzowemu i rakietowemu. Setki pocisków moździerzowych i rakiet 122 mm uderzyły w bazę, niszcząc większość nadziemnych konstrukcji. Jeden z pierwszych pocisków wroga wywołał eksplozję w głównym składzie amunicji. Wiele pocisków artyleryjskich i moździerzowych przechowywanych w składzie zostało wyrzuconych w powietrze i zdetonowanych. Niedługo potem kolejny pocisk uderzył w magazyn gazu łzawiącego, który nasycił cały obszar. Walki i ostrzał 21 stycznia spowodowały śmierć 14 Marines i zranienie 43. Kilka godzin po zakończeniu bombardowania baza nadal była w niebezpieczeństwie. Około godziny 10:00 pożar podpalił dużą ilość materiałów wybuchowych, wstrząsając bazą kolejną serią detonacji.
W tym samym czasie, co bombardowanie artyleryjskie w KSCB, rozpoczęto atak na wioskę Khe Sanh, siedzibę dystryktu Hướng Hóa. Wioska, położona 3 km na południe od bazy, była broniona przez 160 lokalnych żołnierzy sił nieregularnych oraz 15 amerykańskich doradców. O świcie 21 stycznia została zaatakowana przez batalion Wietnamskiej Armii Ludowej liczący około 300 żołnierzy. Pluton z kompanii D 1. batalionu 26 Pułku Marines został wysłany z bazy, ale został wycofany w obliczu przeważających sił północnowietnamskich. Posiłki z kompanii ARW 256 Pułku Sił Regionalnych zostały wysłane na pokładzie dziewięciu śmigłowców UH-1 z 282 kompanii desantu śmigłowcowego, ale wylądowały w pobliżu opuszczonego francuskiego fortu/dawnego FOB-3, zajętego przez żołnierzy północnowietnamskich, którzy zabili wielu żołnierzy południowowietnamskich i 4 Amerykanów, w tym ppłk. Josepha Seymoe, zastępcę doradcy prowincji Quang Tri i zmusił pozostałe śmigłowce do porzucenia misji. Rano 22 stycznia Lownds postanowił ewakuować pozostałe siły z wioski, przy czym większość Amerykanów ewakuowano śmigłowcem, podczas gdy dwóch doradców poprowadziło ocalałe siły lokalne lądem do bazy bojowej.
Aby wyeliminować jakiekolwiek zagrożenie dla flanki, Wietnamska Armia Ludowa zaatakowała laotański batalion BV-33, znajdujący się w Ban Houei Sane, przy autostradzie nr 9 w Laosie. Batalion został zaatakowany w nocy 23 stycznia przez trzy bataliony półnonowietnamskie wspierane przez siedem czołgów. Laotańczycy zostali pokonani, a wielu z nich uciekło do obozu sił południowowietnamskich w Lang Vei. Bitwa pod Ban Houei Sane, a nie – jak powszechnie się przyjmuje – atak przeprowadzony trzy tygodnie później w Lang Vei, była faktycznie pierwszym starciem, w którym Wietnamska Armia Ludowa wysłała do walki jednostkę pancerną.
Artyleria Wietnamskiej Armii Ludowej ostrzelała główną bazę po raz pierwszy 21 stycznia. Kilka pocisków spadło również na Wzgórze 881. W związku z przybyciem 304 Dywizji, KSCB została dodatkowa wzmocniona przez 1. batalion 9 Pułku Piechoty Morskiej 22 stycznia. Pięć dni później przybyły ostatnie posiłki w postaci 37. batalionu rangerów ARW, który został tam wysłany bardziej z powodów politycznych niż wojskowych. Marines i ARW okopali się i mieli nadzieję, że zbliżające się zawieszenie broni z okazji święa Tết (zaplanowane na dni 29–31 stycznia) przyniesie chwilę wytchnienia. Jednak po południu 29 stycznia 3 Dywizja Marines powiadomiła Khe Sanh, że rozejm został zerwanh. Rozpoczęła się ofensywa Tết.

#### Plan Westmorelanda użycia broni jądrowej
Dziewięć dni przed startem ofensywy Tết, Wietnamska Armia Ludowa rozpoczęła bitwę pod Khe Sanh i zaatakowała siły amerykańskie tuż na południe od strefy zdemilitaryzowanej. Odtajnione dokumenty pokazują, że w odpowiedzi na te wydarzenia Westmoreland rozważał użycie broni jądrowej. W 1970 roku Biuro Historii Sił Powietrznych opublikowało „ściśle tajny”, a obecnie odtajniony, 106-stronicowy raport zatytułowany Siły Powietrzne w Azji Południowo-Wschodniej: Ku zatrzymaniu bombardowań, 1968 (ang. The Air Force in Southeast Asia: Toward a Bombing Halt). Dziennikarz Richard Ehrlich pisze, że zgodnie z raportem „pod koniec stycznia generał Westmoreland ostrzegał, że jeśli sytuacja w pobliżu strefy zdemilitaryzowanej i Khe Sanh ulegnie drastycznemu pogorszeniu, może być konieczne użycie broni nuklearnej lub chemicznej”. W raporcie dalej stwierdzono, że „skłoniło to szefa sztabu Sił Powietrznych, gen. Johna McConnella, do naciskania, choć bezskutecznie, na upoważnienie Kolegium Połączonych Szefów Sztabów do zwrócenia się do Dowództwa Pacyfiku o przygotowanie planu użycia broni nuklearnej o małej mocy w celu zapobieżenia katastrofalnej w skutkach utracie bazy piechoty morskiej USA”.
Niemniej jednak ostatecznie opcja nuklearna została odrzucona przez planistów wojskowych. Tajne memorandum zgłoszone przez Sekretarza Obrony USA Roberta McNamarę, wysłane do prezydenta USA Lyndona B. Johnsona 19 lutego 1968 roku, zostało odtajnione w 2005 roku. Ujawnia ono, że opcja nuklearna została odrzucona ze względu na teren charakterystyczny dla Wietnamu Południowego, który zmniejszyłoby skuteczność taktycznej broni jądrowej. McNamara napisał: „ze względu na teren i inne warunki charakterystyczne dla naszych działań w Wietnamie Południowym, nie do pomyślenia jest, aby użycie broni jądrowej zostało tam zalecone przeciwko siłom Vietcongu lub Wietnamu Północnego”. Na sposób myślenia McNamary mógł mieć wpływ również jego asystent David Morrisroe, którego brat Michael Morrisroe służył w bazie.

#### Operacja Niagara

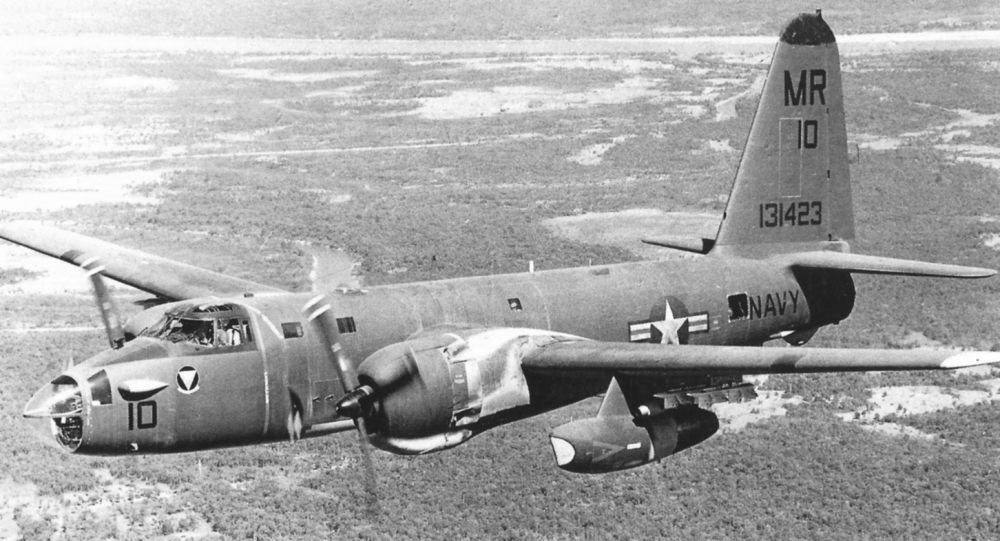
OP-2E Neptune z VO-67, wariant używany przez US Navy, bombowiec patrolowy i samolot do zwalczania okrętów podwodnych, specjalnie opracowany na potrzeby misji Muscle Shoals

W styczniu czujniki elektroniczne niedawno zainstalowane na potrzeby operacji Muscle Shoals (później przemianowanej na „Igloo White”), które przechodziły testy i ocenę w południowo-wschodnim Laosie, zaalarmowały o fali aktywności Wietnamskiej Armii Ludowej wzdłuż Szlaku Ho Chi Minha naprzeciwko północno-zachodniego narożnika Wietnamu Południowego. Ze względu na charakter tych działań i zagrożenie, jakie stanowiły dla KSCB, Westmoreland nakazał przeprowadzenie operacji Niagara I, intensywnego zbierania informacji wywiadowczych na temat działań Wietnamskiej Armii Ludowej w pobliżu doliny Khe Sanh.
Niagara I została zakończona w trzecim tygodniu stycznia, a następna faza, Niagara II, została uruchomiona 21 stycznia, w dniu pierwszego ostrzału artyleryjskiego Wietnamskiej Armii Ludowej. Centrum Bezpośredniego Wsparcia Powietrznego Marines, zlokalizowane w KSCB, odpowiadało za koordynację ataków lotniczych z ogniem artyleryjskim. Powietrzne centrum dowodzenia i kontroli pola walki na pokładzie samolotu C-130 kierowało nadlatujące samoloty uderzeniowe do samolotów rozpoznawczych, które z kolei kierowały je nad cele zlokalizowane przez nie same lub wskazane przez jednostki naziemne. Gdy warunki pogodowe uniemożliwiały ataki kierowane przez samoloty rozpoznawcze, bombowce były kierowane do swoich celów bądź przez radar AN/TPQ-10 piechoty morskiej w KSCB, bądź przez stacje Air Force Combat Skyspot MSQ-77.
Tak rozpoczęło się to, co John Maroko opisał jako „najbardziej skoncentrowane zastosowanie siły bombardowania powietrznego w historii wojen”. Każdego dnia bitwy ok. 350 taktycznych myśliwców bombardujących, 60 B-52 i 30 lekkich samolotów obserwacyjnych lub rozpoznawczych operowało na niebie w pobliżu bazy. Westmoreland wydał już rozkaz rodzącej się operacji Igloo White, aby wspomóc obronę Marines. 22 stycznia nastąpiły pierwsze zrzuty czujników, a do końca miesiąca zrzucono 316 czujników akustycznych i sejsmicznych w 44 lotach. Czujniki zostały zainstalowane przez specjalną jednostkę marynarki wojennej, Observation Squadron Sixty-Seven (VO-67). Marines w KSCB przypisywali 40% informacji wywiadowczych dostępnych dla ich centrum koordynacji wsparcia ogniowego właśnie tym czujnikom.
Do końca bitwy siły USAF wykonało 9691 lotów taktycznych i zrzuciły 14 223 tony bomb na cele w rejonie Khe Sanh. Lotnicy piechoty morskiej wykonali 7098 lotów i zrzucili 17 015 ton bomb. Załogi lotnictwa marynarki, z których wiele zostało przekierowanych z uderzeń na Wietnam Północny w ramach operacji Rolling Thunder, wykonały 5337 lotów i przeciwstawił się 7941 tonom amunicji w tym rejonie. Westmoreland napisał później: „Waszyngton tak bardzo obawiał się, że jakaś informacja o tym może dotrzeć do prasy, że kazano mi zaprzestać, ironicznie odpowiadając, jakie mogą być tego konsekwencje: katastrofa polityczna”.

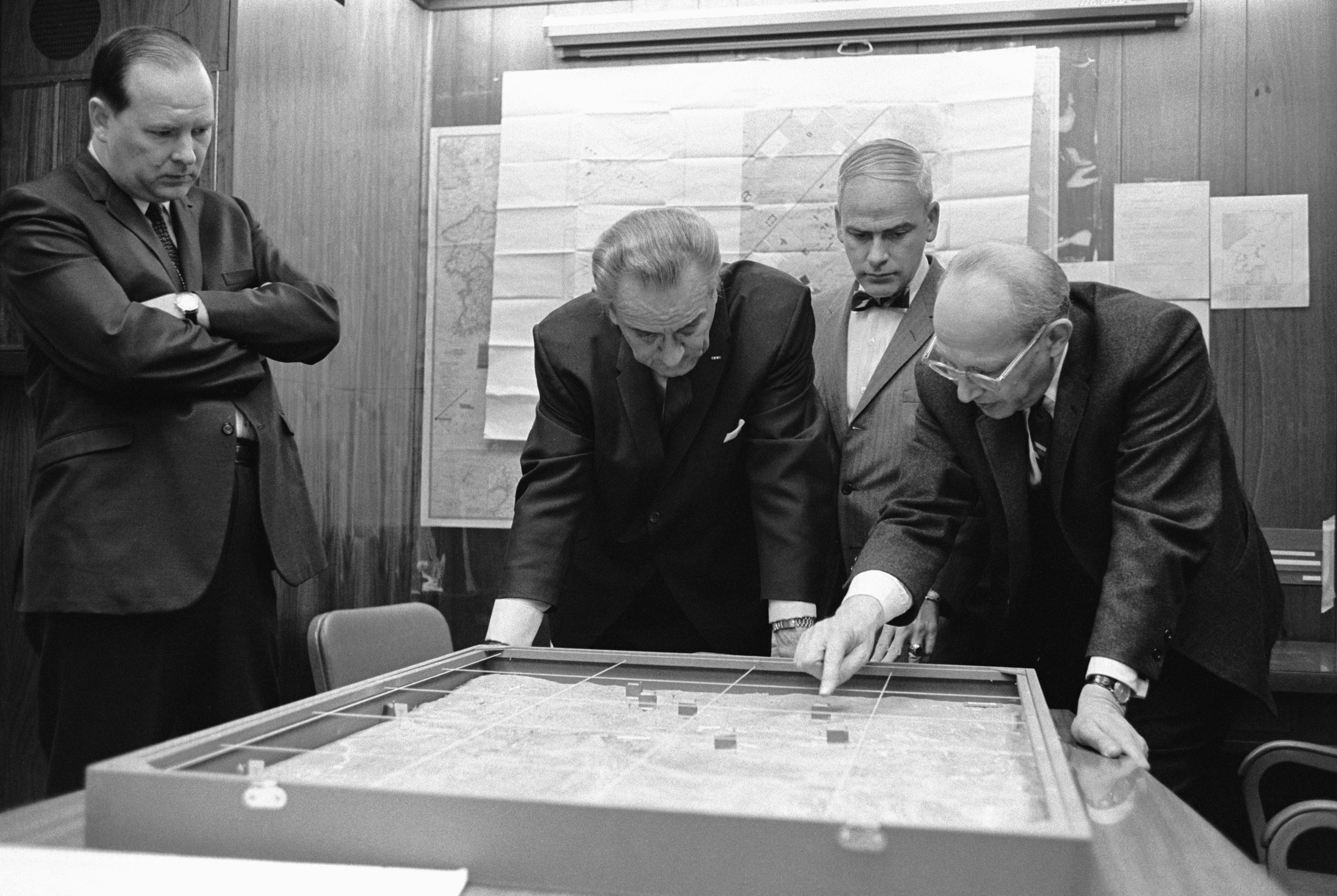
Doradca ds. bezpieczeństwa narodowego Walt W. Rostow pokazuje prezydentowi Lyndonowi B. Johnsonowi model obszaru Khe Sanh, 15 lutego 1968

W międzyczasie w kwaterze głównej w Bazie Bojowej Phu Bai w Sajgonie i Pentagonie toczyła się polityczna walka pomiędzy formacjami amerykańskich sił zbrojnych o to, kto powinien kontrolować zasoby lotnicze wspierające cały amerykański wysiłek w Azji Południowo-Wschodniej. Westmoreland powierzył swojemu zastępcy dowódcy ds. operacji powietrznych, generałowi sił powietrznych Williamowi W. Momyerowi, odpowiedzialność za koordynację wszystkich zasobów powietrznych podczas operacji w celu wsparcia KSCB. Spowodowało to problemy dla dowództwa piechoty morskiej, które posiadało własne dywizjony lotnicze działające zgodnie ze swoją doktryną bliskiego wsparcia powietrznego. Piechota morska była niezwykle niechętna do oddania władzy nad swoimi samolotami generałowi USAF. Obowiązujący wówczas w Azji Południowo-Wschodniej układ dowodzenia i kontroli był sprzeczny z doktryną Sił Powietrznych, która opierała się na koncepcji pojedynczego dowódcy wszystkich sił lotniczych. Jedna kwatera główna przydzielała i koordynowała wszystkie zasoby powietrzne, dystrybuując je tam, gdzie były uważane za najbardziej potrzebne, a następnie przenosząc je w zależności od sytuacji. Piechota morska, której samoloty i doktryna były integralną częścią ich działań, nie podlegała takiej scentralizowanej kontroli. 18 stycznia Westmoreland przekazał swój wniosek o kontrolę Sił Powietrznych w górę łańcucha dowodzenia do CINCPAC w Honolulu.
Rozgorzała gorąca debata między Westmorelandem, komendantem Korpusu Piechoty Morskiej Leonardem F. Chapmanem Jr. i szefem sztabu Armii Haroldem K. Johnsonem. Johnson poparł stanowisko Marines, ponieważ obawiał się o zasoby powietrzne Armii przed włączeniem ich do USAF. Westmoreland był tak zafrasowany sytuacją taktyczną, że groził rezygnacją, jeśli jego życzenia nie zostaną spełnione. W rezultacie 7 marca, po raz pierwszy w czasie wojny wietnamskiej, operacje powietrzne zostały oddane pod kontrolę jednego dowódcy . Westmoreland przez kilka miesięcy upierał się, że cała ofensywa Tết była dywersją, a ataki na centrum Sajgonu jedynie potwierdzały w jego mniemaniu, że prawdziwym celem Wietnamu Północnego było Khe Sanh.

#### Upadek Lang Vei
Ofensywa Tết została rozpoczęta przedwcześnie w niektórych obszarach 30 stycznia. Następnej nocy potężna fala ataków sił komunistycznych przetoczyła się przez cały Wietnam Południowy, wszędzie z wyjątkiem Khe Sanh. Rozpoczęcie największej dotychczas ofensywy wroga w tej wojnie nie odwróciło uwagi Westmorelanda od Khe Sanh. Komunikat prasowy przygotowany następnego dnia (ale nigdy nie wydany), w szczytowym momencie ofensywy Tết pokazywał, że generał nie zamierzał dać się rozproszyć. „Wróg próbuje nas zdezorientować. […] Podejrzewam, że próbuje również odciągnąć uwagę wszystkich od najbardziej zagrożonego obszaru, północnej części I Korpusu. Ostrzegam wszystkich, aby nie dali się zdezorientować”.
Do tej pory nie było zbyt wielu działań (poza patrolowaniem) podczas bitwy dla Oddziału Sił Specjalnych A-101 i ich czterech kompanii Bru CIDG stacjonujących w Lang Vei. Następnie, rano 6 lutego, armia północnowietnamska ostrzelała moździerzami kompleks Lang Vei, raniąc ośmiu żołnierzy Camp Strike Force. O godzinie 18:10 Wietnamska Armia Ludowa kontynuowała poranne ataki ostrzałem artyleryjskim z haubic 152 mm, oddając 60 strzałów w obóz. Atak zranił dwóch kolejnych żołnierzy Strike Force i uszkodził dwa bunkry.
Sytuacja zmieniła się radykalnie wczesnym rankiem 7 lutego. Amerykanie zostali ostrzeżeni o obecności pojazdów opancerzonych Wietnamskiej Armii Ludowej w tym rejonie przez Laotańczyków z batalionu BV-33. Zespoły rozpoznawcze SOG zgłosiły również znalezienie śladów czołgów w okolicy góry Co Roc. Chociaż wiadomo było, że armia Wietnamu Północnego posiada dwa pułki pancerne, nie wystawiła jeszcze jednostki pancernej do walki na terenie Wietnamu Południowego, a poza tym Amerykanie uważali, że niemożliwe jest, aby czołgi przedostały się do Khe Sanh bez wykrycia przez rozpoznanie lotnicze.
Żołnierze Sił Specjalnych w Lang Vei nadal byli w szoku, gdy 12 czołgów zaatakowało ich obóz. Sowieckiej produkcji czołgi desantowe PT-76 z 203 Pułku Pancernego przetoczyły się przez obronę, wspierane przez atak piechoty 7. batalionu 66 Pułku i 4. batalionu 24 Pułku, oba elementy 304 Dywizji. Wojska lądowe zostały specjalnie wyposażone do ataku w ładunki wybuchowe, gaz łzawiący i miotacze ognia. Chociaż główne umocnienia obozu zostały zdobyte w ciągu zaledwie 13 minut, walki trwały jeszcze kilka godzin, podczas których żołnierze południowowietnamskich sił nieregularnych zdołali zniszczyć co najmniej pięć północnowietnamskich czołgów.
Marines w Khe Sanh mieli przygotowany plan zapewnienia obrony naziemnej siły ratunkowe w takiej właśnie sytuacji, ale Lownds, obawiając się zasadzki Wietnamskiej Armii Ludowej, odmówił jej wdrożenia. Lownds odrzucił również propozycję rozpoczęcia ewakuacji ocalałych za pomocą śmigłowca. Podczas spotkania w Đà Nẵng o godzinie 7:00 następnego ranka Westmoreland i Cushman zaakceptowali decyzję Lowndsa. Ppłk Jonathan Ladd (dowódca 5 Grupy Sił Specjalnych), który właśnie przyleciał z Khe Sanh, był podobno „zdumiony, że Marines, którzy szczycili się tym, że nikogo nie zostawiali, byli gotowi skreślić wszystkie Zielone Berety i po prostu zignorować upadek Lang Vei”.

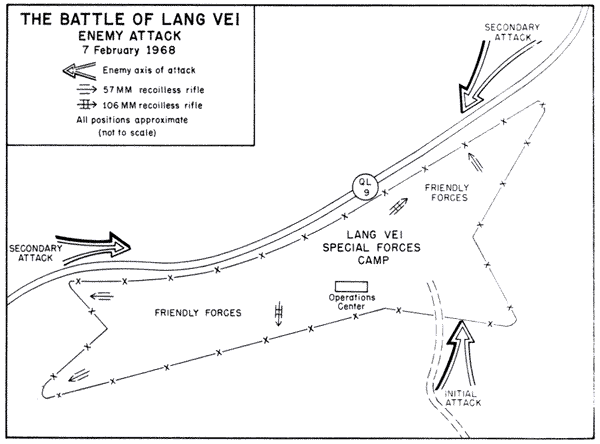
Atak na Lang Vei

Ladd i dowódca kompleksu SOG (którego ludzie i obóz zostali włączeni do obrony KSCB) zaproponowali, że jeśli Marines zapewnią śmigłowce, żołnierze SOG sami wejdą, aby zabrać ocalałych. Marines nadal sprzeciwiali się tej operacji, dopóki Westmoreland nie musiał wydać rozkazu Cushmanowi, aby zezwolić na przeprowadzenie akcji ratunkowej. Akcja została rozpoczęta o 15:00 i zakończyła się sukcesem. Spośród 500 żołnierzy południowowietnamskich sił nieregularnych w Lang Vei 200 zostało zabitych lub zaginęło, a 75 zostało rannych. Spośród 24 Amerykanów w obozie 10 zostało zabitych, a 11 rannych.
Lownds jeszcze bardziej rozwścieczył personel Sił Specjalnych, gdy miejscowi żołnierze sił nieregularnych, którzy przeżyli w Lang Vei, ich rodziny, cywilni uchodźcy z tego obszaru i Laotańczycy ocaleni z obozu w Ban Houei Sane przybyli do bramy KSCB. Lownds obawiał się, że infiltratorzy komunistów zostali wmieszani w tłum ponad 6000 osób, poza tym brakowało im zasobów, aby utrzymać taką liczbę osób. W nocy przeniesiono ich na tymczasową pozycję niedaleko obwodu obronnego, a stamtąd część Laotańczyków ostatecznie ewakuowano, chociaż większość zawróciła i poszła z powrotem autostradą nr 9 w kierunku Laosu.
Żołnierze laotańscy ostatecznie zostali przetransportowani samolotem z powrotem do ojczyzny, ale wcześniej laotański dowódca zdążył zauważyć, że jego armia musi „uważać Wietnamczyków z Południa za wrogów ze względu na ich zachowanie”. Miejscowi zostali wykluczeni z ewakuacji z wyżyn na mocy rozkazu dowódcy I Korpusu ARW, który orzekł, że żadnemu członkowi plemienia Bru nie wolno wkraczać na niziny. Ladd, wracając na miejsce zdarzenia, doniósł, że Marines stwierdzili, iż „nie mogą ufać żadnym żółtkom w ich cholernym obozie”. Między personelem Sił Specjalnych i piechoty morskiej istniała długa historia wzajemnej nieufności, a gen. Rathvon M. Tompkins, dowódca 3 Dywizji Piechoty Morskiej, opisali żołnierzy Sił Specjalnych jako „napompowanych […] nieszczęśników […] [którzy] sami stanowili prawo”. Pod koniec stycznia Tompkins wydał rozkaz, aby żadne patrole piechoty morskiej nie zbliżały się na odległość większą niż 500 metrów od bazy bojowej. Niezależnie od tego, zespoły rozpoznawcze SOG kontynuowały patrole, dostarczając jedynych informacji wywiadowczych dostępnych na obszarze bitwy bezpośrednio od człowieka. Nie przeszkodziło to jednak czołgom piechoty morskiej w obrębie obwodu w skierowaniu dział na obóz SOG.

#### Logistyka i wsparcie ogniowe

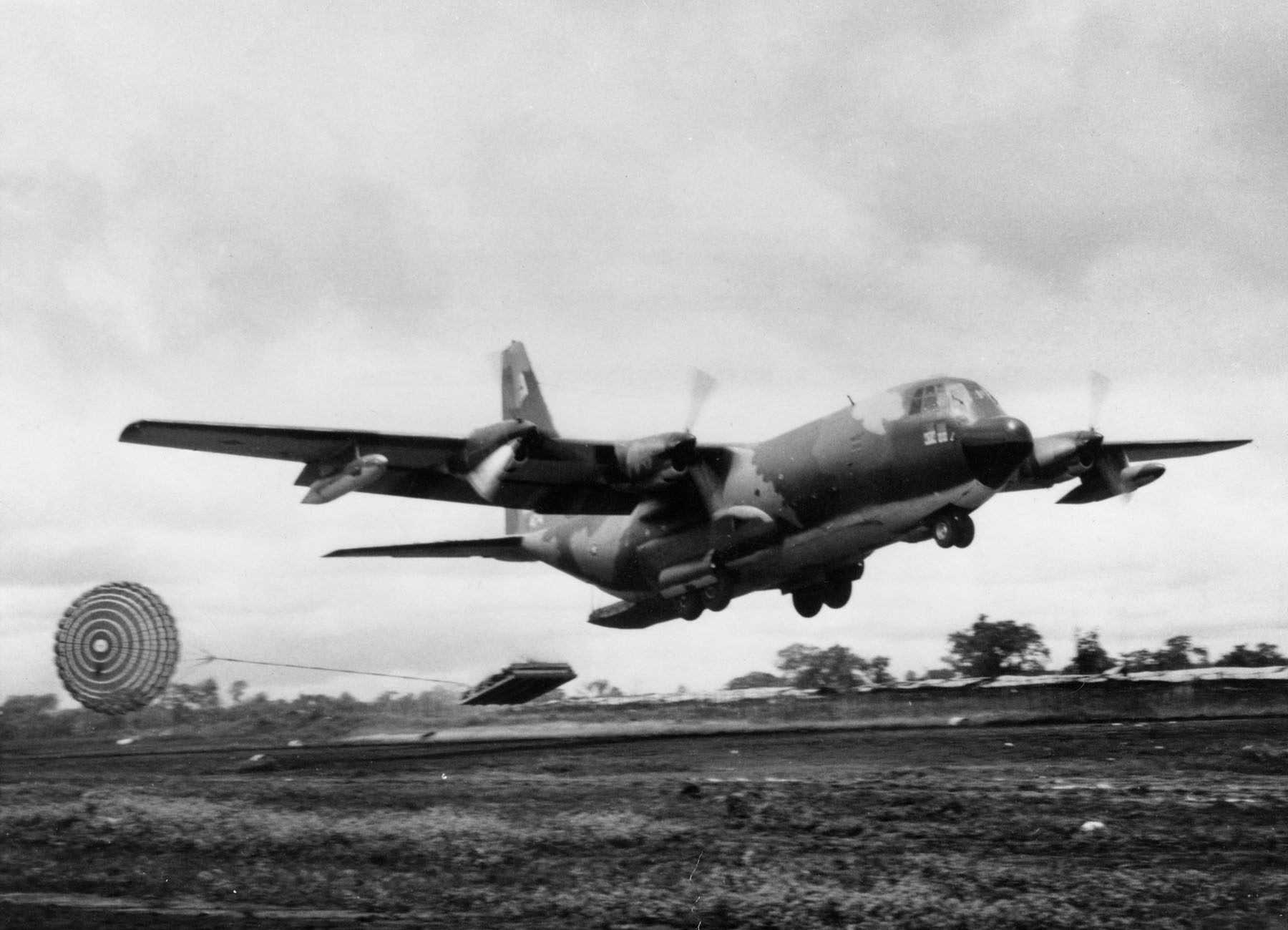
C-130 dostarczający zaopatrzenie na spadochronie LAPES

Lownds oszacował, że zapotrzebowanie logistyczne KSCB wynosiło 60 ton dziennie w połowie stycznia i wzrosło do 185 ton dziennie, gdy na miejscu było wszystkich pięć batalionów. Największymi przeszkodami w dostarczaniu zaopatrzenia do bazy były zamknięcie autostrady nr 9 i zimowa pogoda monsunowa. Przez większość bitwy nisko zawieszone chmury i mgła otaczały obszar od wczesnego ranka do około południa, a słaba widoczność poważnie utrudniała zaopatrzenie z powietrza.
Co gorsza dla obrońców, każdy samolot, który zmierzył się z pogodą i próbował wylądować, był narażony na ogień przeciwlotniczy Wietnamskiej Armii Ludowej w drodze do lądowania. Po dotknięciu ziemi samolot stawał się celem dla niezliczonej liczby obsług dział lub moździerzy półnonowietnamskich. Załoga samolotu musiała następnie stawić czoła ogniowi przeciwlotniczemu w drodze powrotnej. W rezultacie 65% wszystkich dostaw dostarczono za pomocą zrzutów spadochronowych przseprowadzanych przez samoloty C-130, głównie z USAF, których załogi miały znacznie większe doświadczenie w taktyce zrzutów lotniczych niż załogi lotnictwa piechoty morskiej. Najbardziej spektakularnym systemem dostarczania zaopatrzenia używanym w Khe Sanh był Low Altitude Parachute Extraction System (LAPES), w którym załadowane na palety zaopatrzenie było wyciągane z ładowni nisko lecącego samolotu transportowego za pomocą przymocowanego spadochronu. Paleta zatrzymywała się na pasie startowym, podczas gdy samolot nie musiał w ogóle lądować. USAF dostarczyło 14 356 ton zaopatrzenia do Khe Sanh drogą powietrzną, z czego 8120 ton za pomocą zrzutów spadochronowych. Zapisy 1 Skrzydła Lotnictwa Piechoty Morskiej twierdzą, że jednostka dostarczyła 4661 ton ładunku do KSCB.

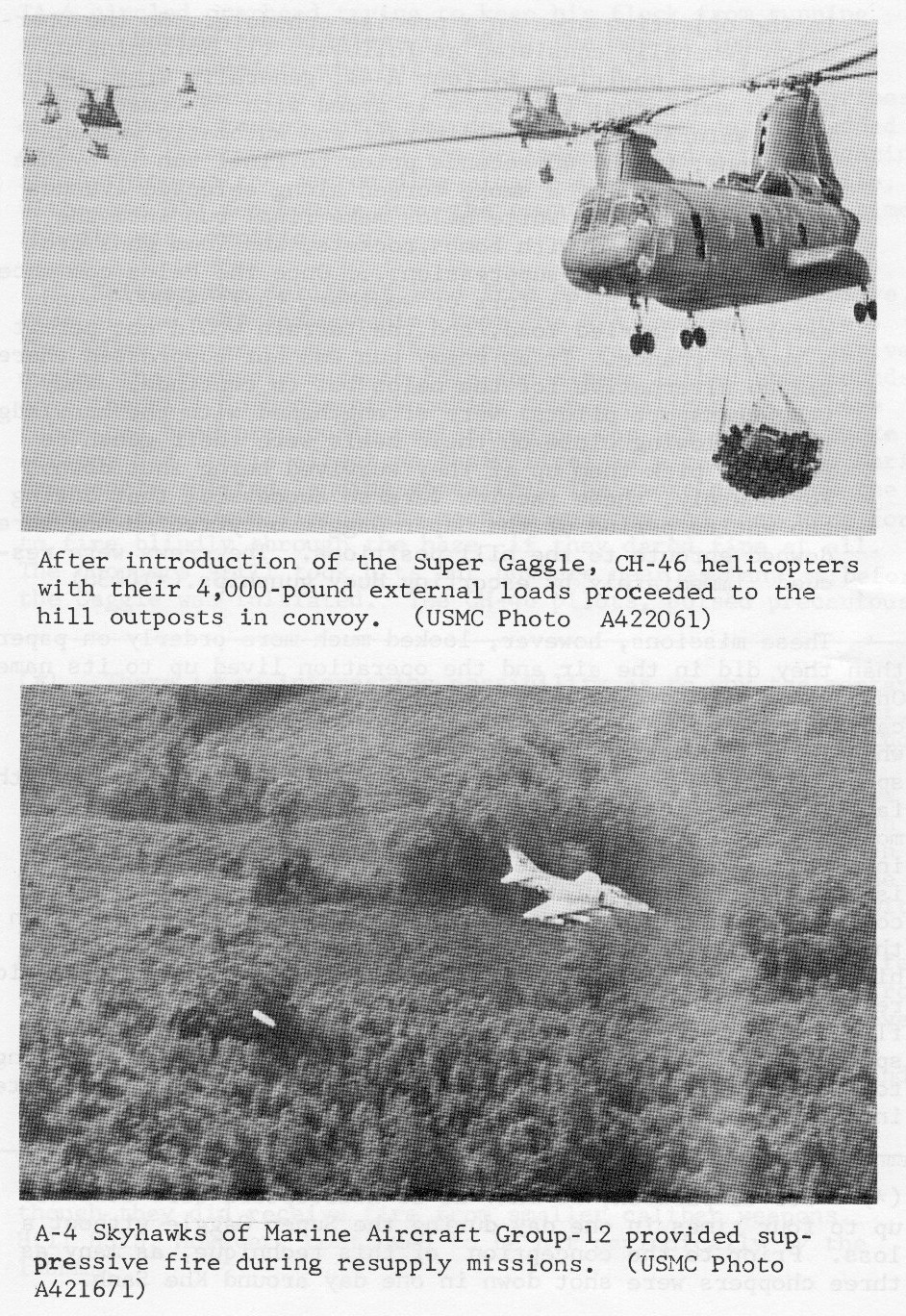
„Super Gaggle”: śmigłowce CH-46 Sea Knight z podwieszonymi ładunkami z zaopatrzeniem (na górze) i A-4 Skyhawk zapewniające ogień osłonowy (na dole)

Zaopatrzenie licznych, odizolowanych posterunków na wzgórzach było obarczone tymi samymi trudnościami i niebezpieczeństwami. Ogień jednostek przeciwlotniczych Wietnamskiej Armii Ludowej zebrał żniwo wśród śmigłowców, które podjęły próbę dostarczenia zapasów Marines. Rozwiązanie problemu znaleziono w koncepcji „Super Gaggle”. Grupa 12 myśliwców bombardujących A-4 Skyhawk zapewniała osłonę ogniową dla grupowych lotów 12–16 śmigłowców CH-46 Sea Knight, które miały jednocześnie zaopatrywać wzgórza. Przyjęcie tej koncepcji pod koniec lutego było punktem zwrotnym w działaniach zaopatrzeniowych podczas bitwy. Po jej przyjęciu śmigłowce piechoty morskiej przetransportowały 465 ton zaopatrzenia tylko w lutym. Kiedy pogoda poprawiła się w marcu, ilość ta wzrosła do 40 ton dziennie.
W miarę jak do obrony KSCB przydzielano więcej jednostek piechoty, artyleria dotrzymywała im kroku. Na początku stycznia obrońcy mogli liczyć na wsparcie ogniowe 46 dział różnego kalibru, pięciu czołgów uzbrojonych w działa kal. 90 mm i 92 pojedynczych lub zamontowanych na Ontosach dział bezodrzutowych kal. 106 mm. Baza mogła również liczyć na wsparcie ogniowe ze strony dział kal. 175 mm armii USA zlokalizowanych w Camp Carroll, na wschód od Khe Sanh. Podczas całej bitwy artylerzyści piechoty morskiej wystrzelili 158 891 pocisków różnego typu. Ponadto do połowy kwietnia samoloty USAF, US Navy i Marines zrzuciły ponad 100 000 ton bomb na obszar otaczający Khe Sanh. Oznacza to śednio ok. 1300 ton bomb zrzucanych dziennie – 5 ton na każdego z 20 000 żołnierzy Wietnamskiej Armii Ludowej, na ilu początkowo szacowano ich siły w Khe Sanh. Analiza ognia artyleryjskiego Wietnamskiej Armii Ludowej przeprowadzona później przez Marines oszacowała, że północnowietnamscy artylerzyści wystrzelili 10 908 pocisków artyleryjskich i moździerzowych oraz rakiet w pozycje Marines podczas bitwy.
Łączność z dowództwem wojskowym poza Khe Sanh utrzymywał zespół Korpusu Łączności Armii USA, 544. oddział łączności z 337. kompanii łączności 37 Brygady Łączności w Đà Nẵng. Najnowsza technologia rozpraszania mikrofalowego/troposferycznego umożliwiała im utrzymywanie łączności przez cały czas trwania bitwy. Miejsce to było połączone z inną stacją w Huế obsługiwaną przez 513. oddział łączności. Z bazy w Huế sygnał komunikacyjny był wysyłany do kwatery głównej Đà Nẵng, skąd mógł być wysłany w dowolne miejsce na świecie. Stanowisko łączności znajdowało się w podziemnym bunkrze obok pasa startowego.

#### Ataki przed odciążeniem bazy
W noc upadku Lang Vei trzy kompanie 101D Pułku Wietnamskiej Armii Ludowej zajęły pozycje do ataku na Alpha-1, placówkę na zachód od bazy bojowej, którą zajmowało 66 żołnierzy z 1. plutonu kompanii A 1. batalionu 9 Pułku Marines. O 4:15 8 lutego pod osłoną mgły i ostrzału moździerzowego żołnierze Wietnamskiej Armii Ludowejprzebili się przez obwód, zdobywając większość pozycji i spychając pozostałych 30 obrońców do południowo-zachodniej części obrony. Z nieznanego powodu wojska północnowietnamskie nie wykorzystały swojej lokalnej przewagi i nie wyeliminowały kieszeni, zamiast tego rzucając w Marines ciągłym strumieniem granatów. O 7:40 odsieczy z 2. plutonu kompanii A wyruszyła z głównej bazy i zaatakowała komunistów, spychając ich na linię wsparcia czołgów i artylerii. Do godziny 11:00 walka dobiegła końca, kompania A straciła 24 zabitych i 27 rannych, podczas gdy wokół pozycji naliczono 150 ciał żołnierzy północnowietnamskich, którą następnie opuszczono.

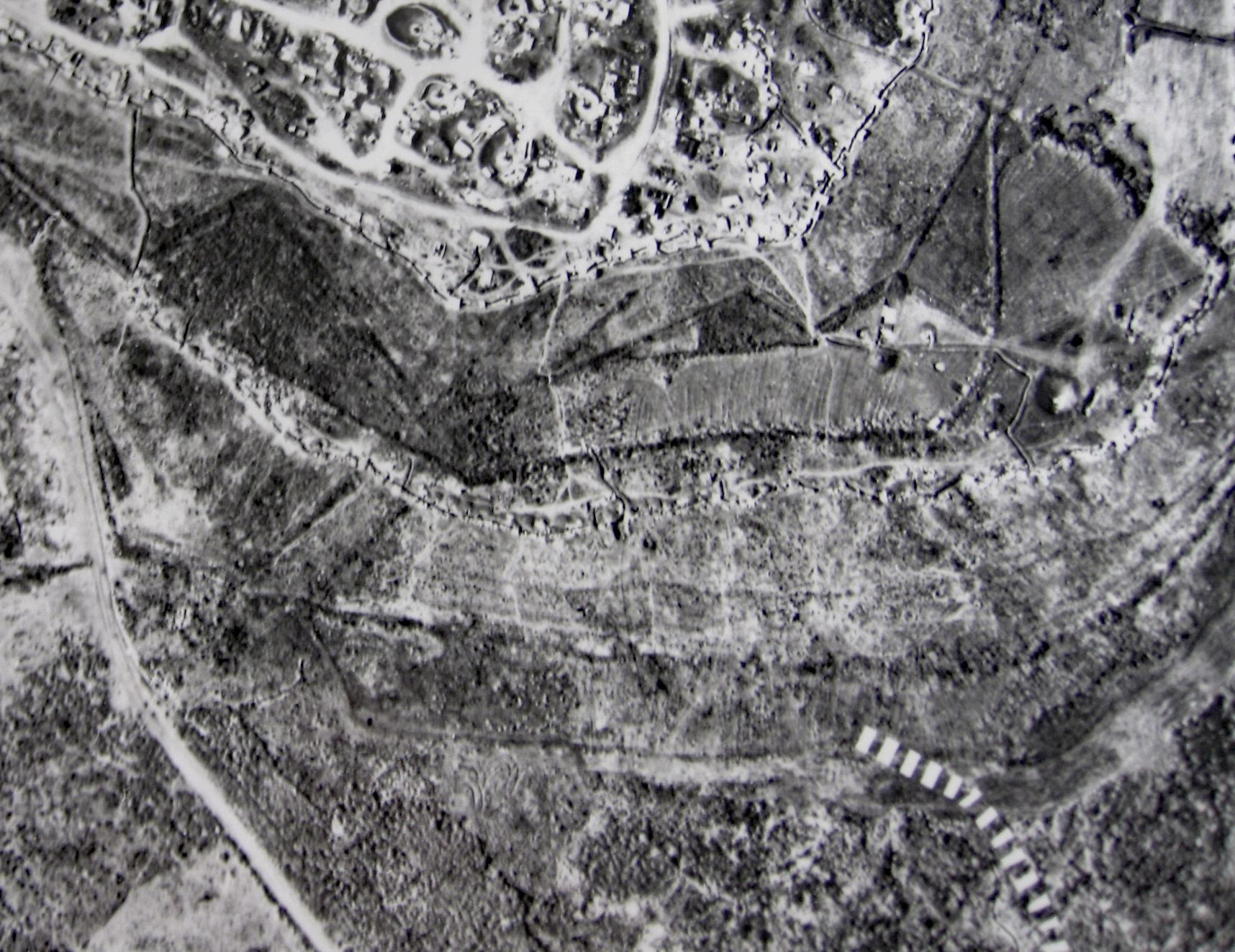
Obwód Khe Sanh, 28 lutego 1968: Biała przerywana linia wskazuje północnowietnamski okop zaledwie 200 m od pozycji 37. batalionu rangerów ARW wzdłuż południowego obwodu Khe Sanh

23 lutego KSCB doznała najcięższego bombardowania w całej bitwie. W ciągu jednego 8-godzinnego okresu baza została wstrząśnięta wybuchami 1307 pocisków, z których większość została wystrzelona z dział artyleryjskich kal. 130 mm (użytych po raz pierwszy na polu bitwy) i 152 mm zlokalizowanych w Laosie. Straty w wyniku bombardowania wyniosły 10 zabitych i 51 rannych. Dwa dni później wojska amerykańskie wykryły okopy przeciwnika biegnące prosto na północ, w odległości 25 m od obwodu bazy. Większość z nich znajdowała się w południowych i południowo-wschodnich narożnikach obwodu i stanowiła część systemu, który miał być rozwijany przez cały koniec lutego i marzec, aż do momentu, gdy będą gotowe do użycia w celu przeprowadzenia ataku, zapewniając osłonę wojskom, aby te mogły się przemieszczać niewykryte do punktów wyjściowych blisko obwodu obrony bazy. Taktyka ta przypominała tę zastosowaną przeciwko Francuzom w bitwie pod Dien Bien Phu w 1954 roku, szczególnie w odniesieniu do taktyki okopywania się i rozmieszczania artylerii, a świadomość jej użycia przez wroga pomogła amerykańskim planistom w podejmowaniu dalszych decyzji.
Niemniej jednak tego samego dnia, w którym wykryto okopy, 25 lutego, 3. pluton z kompanii B 1. batalionu 26 Pułku Piechoty Morskiej wpadł w zasadzkę podczas krótkiego patrolu poza obwodem bazy, aby sprawdzić siłę nieprzyjaciela. Piechota morska ścigała trzech wrogich zwiadowców, którzy wprowadzili ich w zasadzkę. Resztki plutonu wycofału się po trzygodzinnej walce, w której zginęło sześciu Marines, aż 24 przepadło bez wieści, a jeden został wzięty do niewoli; pluton został praktycznie unicestwiony.

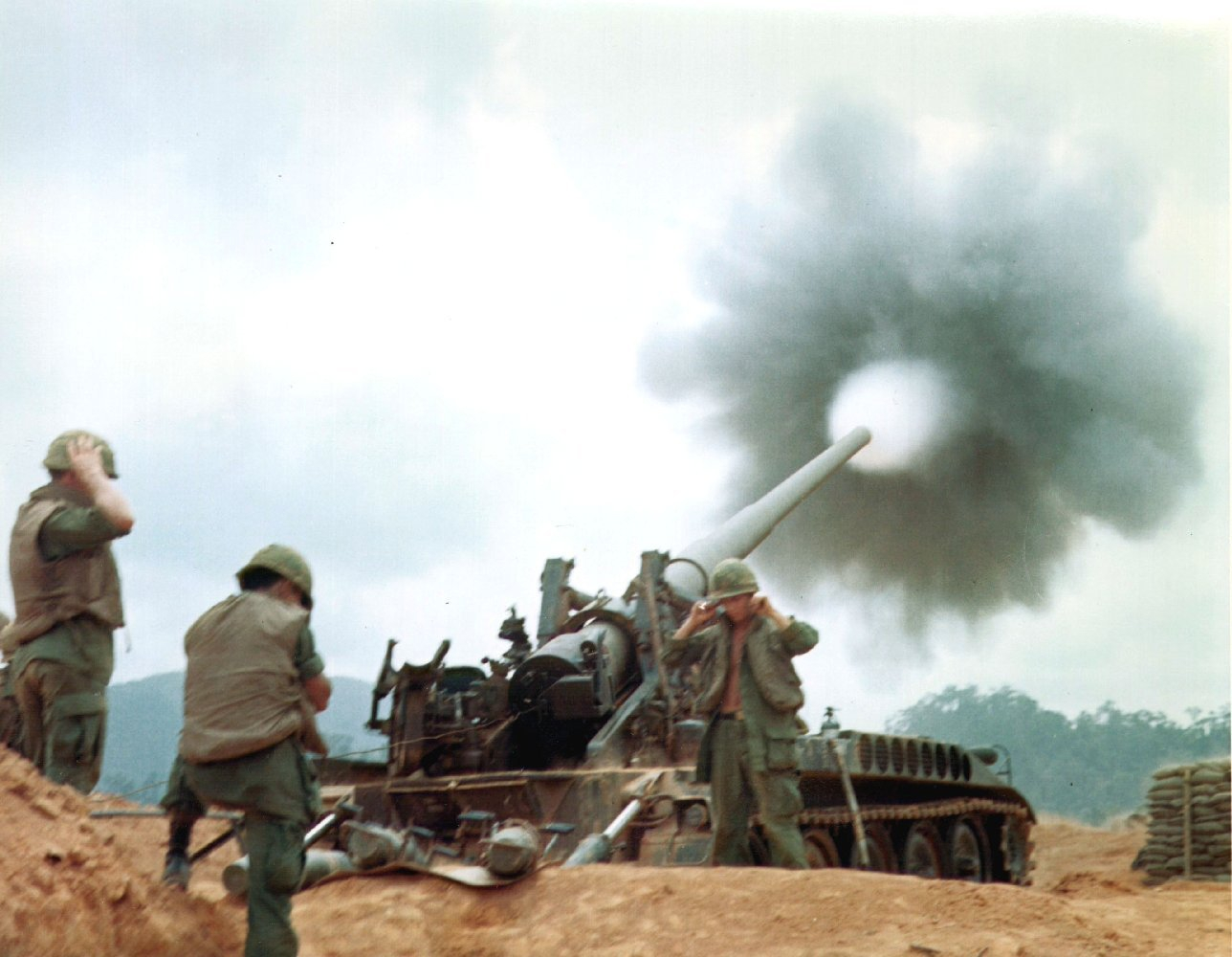
Armijna haubica M107 SPG w Camp Carroll zapewnia wsparcie ogniowe dla Marines w Khe Sanh

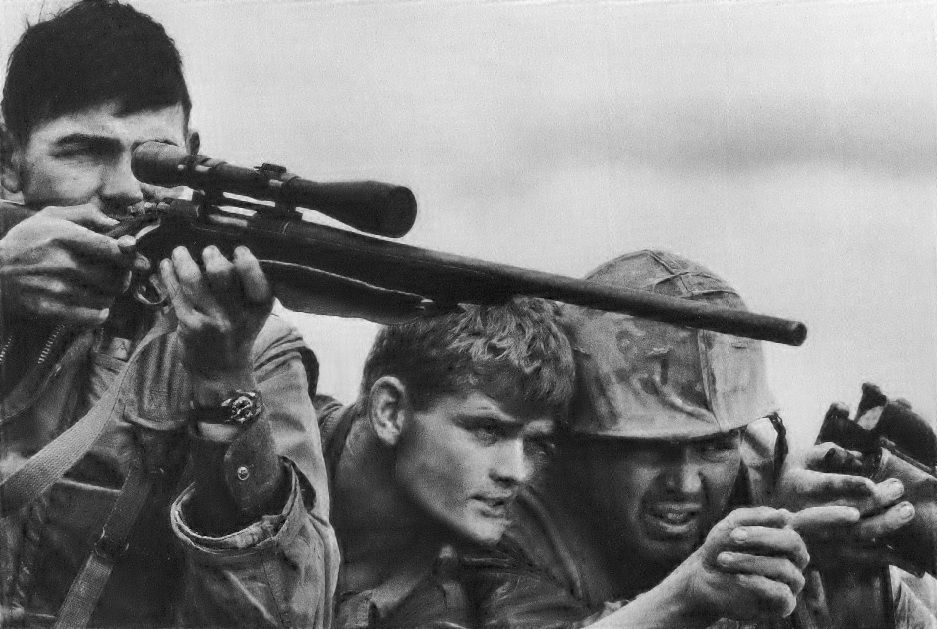
Zespół snajperów Marines poszukuje celów w dolinie Khe Sanh

Pod koniec lutego czujniki naziemne wykryły, że północnowietnamski 66 Pułk 304 Dywizja przygotowuje się do ataku na pozycje 37. batalionu rangerów ARW na wschodnim obwodzie. W nocy 28 lutego baza bojowa rozpoczęła ostrzał artyleryjski i ataki powietrzne na możliwe obszary postoju wojsk północnowietnamskich i spodziewane trasy natarcia. O 21:30 nastąpił atak, ale został on odparty przez ogień obronny rangerów, którzy byli wspierani przez tysiące pocisków artyleryjskich i ataki powietrzne. Dwa kolejne ataki później tego poranka zostały zatrzymane, po czym przeciwnik ostatecznie się wycofał. Wietnamska Armia Ludowa jednak nie skończyła jeszcze z wojskami ARW. Pięć kolejnych ataków na ich sektor przeprowadzono w marcu.
W połowie marca wywiad marynarki wojennej zaczął odnotowywać odchodzenie jednostek Wietnamskiej Armii Ludowej z sektora Khe Sanh. Jako pierwsza opuściła bazę kwatera główna 325C Dywizji, a następnie pułki 95C i 101D, które przeniosły się na zachód. W tym samym czasie 304 Dywizja wycofała się na południowy zachód. Nie oznaczało to jednak, że bitwa się skończyła. 22 marca na bazę spadło ponad 1000 północnowietnamskich pocisków, a skład amunicji został ponownie zdetonowany.
30 marca kompania B 26 Pułku Marines rozpoczęła atak w kierunku miejsca zasadzki, która pochłonęła tak wielu ich towarzyszy 25 lutego. Po przygotowaniu artyleryjskim wystrzelonym przez dziewięć baterii atak Marines przeszedł przez dwie linie okopów półnonowietnamskich, ale żołnierze nie zlokalizowali szczątków kolegów poległych w zasadzce. Marines zgłosili śmierć 115 żołnierzy Wietnamskiej Armii Ludowej, podczas gdy ich własne straty w ataku wyniosły 10 zabitych, 100 rannych i dwóch zaginionych. O godzinie 8:00 następnego dnia operacja Scotland została oficjalnie zakończona. Kontrola operacyjna nad obszarem Khe Sanh została przekazana 1 Dywizji Kawalerii Powietrznej na czas trwania operacji Pegasus.
Łączne straty własne w operacji Scotland, która rozpoczęła się 1 listopada 1967 roku, wyniosły: 205 zabitych w akcji, 1668 rannych i 25 zaginionych lub uznanych za zmarłych. Liczby te nie obejmują strat wśród żołnierzy Sił Specjalnych w Lang Vei, załóg samolotów zabitych lub zaginionych w tym rejonie lub żołnierzy piechoty morskiej zabitych lub rannych podczas wchodzenia lub wychodzenia z bazy na pokładzie samolotu. Jeśli chodzi o straty Wietnamskiej Armii Ludowej, policzono 1602 ciała, wzięto siedmiu jeńców, a dwóch żołnierzy przeszło na stronę sił alianckich podczas operacji. Amerykański wywiad oszacował, że podczas operacji zginęło od 10 000 do 15 000 żołnierzy Wietnamskiej Armii Ludowej, co stanowiło do 90% spośró atakujących 17 200 żołnierzy. Wietnamska Armia Ludowa przyznała, że w akcji zginęło 2500 ludzi. Komuniści zgłosili również 1436 rannych przed połową marca, z czego 484 mężczyzn wróciło do swoich jednostek, a 396 zostało wysłanych Szlakiem Ho Chi Minha do szpitali na północy.

#### Prezydent Johnson nakazuje utrzymanie bazy za wszelką cenę
Walki w Khe Sanh były tak chaotyczne, że szefowie sztabów połączonych i dowódcy MACV nie byli pewni, czy baza zostanie utrzymana przez piechotę morską. W USA media po bitwie porównywały ją do bitwy pod Dien Bien Phu z 1954 roku, która okazała się katastrofalna dla Francuzów. Niemniej jednak, według Toma Johnsona, prezydent Johnson był „zdeterminowany, aby Khe Sanh [nie] było „amerykańskim Dien Bien Phu”. Następnie nakazał Armii USA utrzymanie Khe Sanh za wszelką cenę. W rezultacie „uderzenia B-52 Arc Light z Guam, Okinawy i Tajlandii zbombardowały dżungle otaczające Khe Sanh i zamieniły je w ścierniska”, a Khe Sanh stało się głównym tematem wiadomości z Wietnamu pod koniec marca 1968 roku.

### Odsiecz Khe Sanh

#### Operacja Pegasus (1–14 kwietnia 1968)
Planowanie odsieczy lądowej dla Khe Sanh rozpoczęło się już 25 stycznia 1968 roku, kiedy Westmoreland nakazał gen. Johnowi J. Tolsonowi, dowódcy 1 Dywizji Kawalerii, przygotowanie planu awaryjnego. Autostrada nr 9, jedyna praktyczna droga lądowa ze wschodu, była nieprzejezdna ze względu na zły stan techniczny i obecność wojsk północnowietnamskich. Tolson nie był zadowolony z tego zadania, ponieważ uważał, że najlepszym sposobem działania po ofensywie Tết było wykorzystanie jego dywizji w ataku na dolinę A Shau. Westmoreland planował jednak, że Khe Sanh zostanie odciążone, a następnie wykorzystany jako punkt wyjścia do „gorącego pościgu” za siłami wroga w Laosie.
2 marca Tolson przedstawił plan, który stał się znany jako operacja Pegasus, największa operacją rozpoczęta przez III MAF do tej pory w konflikcie wietnamskim. 2. batalion 1 Pułku i 2. batalion 3 Pułku Piechoty Morskiej miały rozpocząć atak lądowy z bazy bojowej Ca Lu (16 km na wschód od Khe Sanh) i skierować się na zachód autostradą nr 9, podczas gdy 1., 2. i 3 Brygada 1 Dywizji Kawalerii miały przeprowadzić atak powietrzny na kluczowe elementy terenu wzdłuż autostrady nr 9, aby utworzyć bazy wsparcia ogniowego i osłonić postępy Marines. Natarcie miało być wspierane przez 102 działa. Marines mieli być także wspierani przez 11. batalion inżynieryjny, który otrzymał zadanie naprawiania drogi w miarę postępu grupy uderzeniowej. Później 1. batalion 1 Pułku Marines i 3 Powietrzna Grupa Zadaniowa ARW (3., 6. i 8. batalion powietrznodesantowy) dołączłyby do operacji.

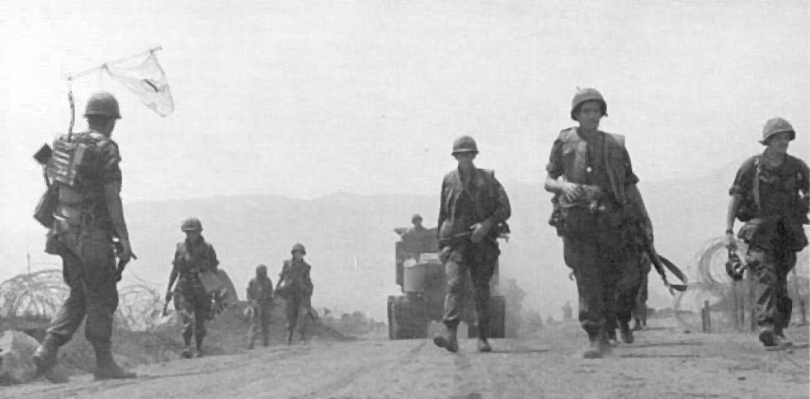
Żołnierze 1 Dywizji Kawalerii zmierzający w kierunku Bazy Bojowej Khe Sanh podczas operacji Pegasus

Zaplanowana akcja pomocowa Westmorelanda rozwścieczyła Marines, którzy w pierwszej kolejności nie chcieli utrzymać Khe Sanh i byli ostro krytykowani za to, że nie bronili go wystarczająco dobrze. Marines stale argumentowali, że technicznie rzecz biorąc, Khe Sanh nigdy nie było oblężone, ponieważ nie zostało skutecznie odizolowane od dostaw ani posiłków. Cushman był przerażony „implikacją akcji ratunkowej lub przerwania oblężenia przez siły zewnętrzne”.
Niezależnie od tego, 1 kwietnia rozpoczęła się operacja Pegasus. Opór ze strony wojsk Wietnamu Północnego był niewielki, a głównym problemem utrudniającym postęp było ciągłe, ciężkie poranne zachmurzenie, które spowalniało tempo operacji śmigłowcowych.
4 kwietnia 1. batalion 9 Pułku Marines wyruszył na Wzgórze 471. Podczas gdy kompania B chroniła obwód kamieniołomu na zachód od bazy bojowej, batalion ruszył na linię wyjścia o 2:30, ostatecznie opuszczając pozycje, których bronił przez 73 dni. O 6:00 Marines zaatakowali wzdłuż spowitego mgłą grzbietu Che Rien w kierunku Wzgórza 471, które leżało dwa kilometry na południowy wschód. Po długim przygotowaniu artyleryjskim i lotniczym kompania A zaatakowała wzgórze o 15:00. Obrońcy, wzmocniony pluton 8. batalionu 66 Pułku, stawili zacięty opór, ale kompania A wkrótce ich wyparła, zajmując wzgórze o 16:00. Atak kosztował batalion 10 zabitych i 56 rannych. Wietnamska Armia Ludowa pozostawiła 16 zabitych. Krótko po tym, jak Marines przejęli wzgórze, rozpoczął się północnowietnamski ostrzał rakietowy i do północy spadło 192 pocisków. O 4:30 dwie kompanie 66 Pułku zaatakowały kompanię C na wschodniej połowie wzgórza. Kompania A, znajdująca się po zachodniej stronie, była ukryta przez szczyt wzgórza i nie mogła prowadzić ognia w celu wsparcia. Północnowietnamska piechota wkroczyła na zbocze, strzelając z karabinów, pistoletów maszynowych i granatników przeciwpancernych, podczas gdy ciężkie karabiny maszynowe ostrzeliwały pozycje kompanii C. Komuniści zbliżyli się na odległość 20 metrów od miejsc walk Marines, ale kompania C trzymała się mocno, z pomocą prawie 1000 pocisków artyleryjskich z 1. batalionu, 13. Marines. Do 6:30 atak Wietnamskiej Armii Ludowej wyczerpał swój potencjał i atakujący wycofali się. Kosztem jednego zabitego Marine i 28 rannych, żołnierze 1. batalionu 9 Pułku Marines zabili ponad 140 przeciwników i wziął do niewoli pięciu jeńców.
6 kwietnia kompania G 2. batalionu 26 Pułku Marines opuściła Wzgórze 558 wczesnym rankiem na pierwszy długodystansowy patrol batalionu podczas bitwy Khe Sanh. Jego misją było ustalenie, czy wróg zajmuje grzbiet rozciągający się na południowy wschód od Wzgórza 861. Tuż przed południem, gdy kompania dotarła na szczyt grzbietu, żołnierze północnowietnamscy ukryci w zakamuflowanych, wzajemnie wspierających się bunkrach otworzyli ogień, zabijając kilku Marines z bliskiej odległości. Nie mogąc przedostać się pod ciężkim i celnym ogniem wroga, kompania G poniosła dodatkowe straty, gdy Marines próbowali odzyskać ciała poległych najbliżej pozycji wroga. Wezwano artylerię i wsparcie lotnicze, ale liczba dostępnych samolotów była ograniczona, a artyleria często przechodziła w stan „ognia kontrolnego”, aby umożliwić bezpieczne przejście samolotów wspierających inne jednostki. Z powodu tych problemów z koordynacją wsparcia ogniowego, Marines nie mogli pokonać silnego oporu na szczycie grzbietu. Ponieważ sześciu Marines zaginęło w akcji, ale przypuszczalnie polegli w obrębie obwodu obrony północnowietnamskiej, kompania G otrzymała rozkaz wycofania się na Wzgórze 558 o zmroku „w wyniku polityki pułku, aby jednostki powróciły na pozycje obronne na noc”. Oprócz sześciu zaginionych, kompania G straciła na pewno czterech zabitych i 47 rannych, a przy tym zgłosiła 48 zabitych żołnierzy Wietnamskiej Armii Ludowej.
Również 6 kwietnia 1. batalionu 26 Pułku Marines zaatakował z bazy bojowej na południu, wysyłając kompanię D przeciwko kompleksowi bunkrów Wietnamskiej Armii Ludowej, gdzie ostatnio widziano 25 zaginionych członków kompanii B podczas operacji 25 lutego i 30 marca. Kompania D odzyskała szczątki 21 Amerykanów. 3 Brygada 1 Dywizji Kawalerii, oczyszczająca autostradę nr 9 na obszarze na zachód od Marines, napotkała silną blokadę Wietnamskiej Armii Ludowej i stoczyła całodniową bitwę, zakończoną ucieczką żołnierzy północnowietnamskich, którzy pozostawili za sobą ciała 83 zabitych. W południe żołnierze 1. batalionu 9 Pułku Marines stali się pierwszymi obrońcami Khe Sanh zluzowanymi w ramach operacji Pegasus, gdy 2. batalion 12 Pułku Kawalerii wylądował na Wzgórzu 471 i przejął odpowiedzialność za jego obronę. 1. batalion 9 Pułku Marines natychmiast zaatakował na zachód w kierunku Wzgórza 689. 84. kompania 8. batalionu powietrznodesantowego ARW wylądował śmigłowcem w bazie i połączył się z 37. batalionem rangerów ARW.
7 kwietnia 2. batalionu 26 Pułku Marines powrócił na miejsce zasadzki z poprzedniego dnia, tym razem z dwiema kompaniami, i oczyścił grzbiet z wojsk północnowietnamskich, zabijając ponad 30 przeciwnikó i odzyskując ciała sześciu zaginionych Marines. 1. batalionu 9 Pułku Marines kontynuował natarcie na zachód, które rozpoczął poprzedniego popołudnia, zdobywając Wzgórze 552 bez żadnego oporu. 2 Brygada 1 Dywizji Kawalerii zdobyła stary francuski fort w pobliżu wioski Khe Sanh po trzydniowej bitwie z batalionem Wietnamskiej Armii Ludowej.
Połączenie sił odsieczy z Marines w KSCB nastąpiło o godz. 8:00 8 kwietnia, kiedy 2. batalion 7 Pułku Kawalerii wkroczył do obozu wzdłuż drogi przez plantację kawy. Na zachód od bazy 1. batalion 9 Pułku Marines wkroczył na Wzgórze 689, które przez 11 tygodni dominowało nad poltem bitwy. Stały i celny ostrzał moździerzowy Wietnamskiej Armii Ludowej zabił dziewięciu Marines i zranił 27 podczas natarcia.
9 kwietnia żaden ostrzał artyleryjski Wietnamskiej Armii Ludowej nie uderzył w bazę, a zrzuty powietrzne zostały zawieszone, ponieważ lotnisko było teraz otwarte dla wszystkich typów samolotów. 11. batalion inżynieryjny ogłosił, że autostrada nr 9 jest otwarta dla ruchu 11 kwietnia. Tego dnia Tolson nakazał swojej jednostce natychmiastowe przygotowanie się do operacji Delaware, ataku powietrznego na dolinę A Shau.
Ponieważ patrole zgłaszały, że jednostki Wietnamskiej Armii Ludowej pozostały na Wzgórzu 881 Północ, płk Bruce E. Meyers, nowy dowódca 26 Pułku Marines, nakazał 3/26 Pułkowi Marines opuszczenie wzgórza, miejsca zaciętych walk, które oznaczały początek oblężenia prawie trzy miesiące wcześniej i „ostatniej pozycji wroga stanowiącej zagrożenie dla Khe Sanh”. W przeciwieństwie do rozpoznania siłami kompanii I z 20 stycznia, kiedy to wojska amerykańskie po raz ostatni znajdowały się w pobliżu Wzgórza 881 Północ, atak zaplanowany na Niedzielę Wielkanocną, 14 kwietnia, wymagał udziału całego 3. batalionu. Po odciążeniu głównej bazy przez armię, ppłk John C. Studt, który w poprzednim miesiącu objął dowództwo nad 3. batalionem, skonsolidował swoje kompanie na wzgórzu 881 Południe. Studt rozszerzył obszar działań o „Pork Chop Hill”, wzniesienie bezpośrednio na północ, które opuściła Wietnamska Armia Ludowa. Po otrzymaniu rozkazu zajęcia Wzgórza 881 Północ, Studt przygotował pełne menu wsparcia ogniowego, ustawiając nawet wszystkie osiem bezodrzutowych karabinów 106 mm batalionu, aby wesprzeć atak. Oprócz haubic i dział rozmieszczonych w głównej bazie i Ca Lu, batalion miał również wsparcie trzech haubic 105 mm na Wzgórzu 881S. Po zapadnięciu zmroku 13 kwietnia batalion przygotował się do przeprowadzenia ataku. Krótko po północy, pod osłoną ciemności, wszystkie cztery kompanie z dwoma drużynami psów zwiadowczych ruszyły szlakami wcześniej zajętymi przez patrole na pozycje szturmowe w „siodle” położone pomiędzy wzgórzami 881 Południe i Północ. Studt zostawił jeden pluton kompanii I wraz ze swoją kompanią H&S na Wzgórzu 881 Południe. Zmienił kpt. Williama H. Dabneya i powierzył mu dowództwo nad batalionem kompanii broni tymczasowej i ochroną tyłów na Wzgórzu 881 Południe. Przez całą noc artyleria piechoty morskiej i pociski moździerzowe uderzały w Wzgórze 881 North, niszcząc bunkry i okopy Wietnamskiej Armii Ludowej, podczas gdy Marines Studta czekali na świt i rozkaz przeprowadzenia ostatecznego ataku.
Około 5:30 14 kwietnia, tuż po ostatecznym przygotowaniu artyleryjskim, 3/26 Pułk Marines zaatakował trzema kompaniami tuż obok siebie, a grupa dowodzenia i jedna kompania podążała w rezerwie tuż za nimi. Przedzierając się przez jałowy krajobraz zwęglonych drzew bez gałęzi i ogromnych kraterów po bombach, batalion zwinął obronę Wietnamskiej Armii Ludowej na południowym zboczu wzgórza. W końcu, mając przed sobą szczyt Wzgórza 881 Północ, batalion wezwał do potężnej misji ostrzału artyleryjskiego. Kiedy ponad 2000 pocisków artyleryjskich spadło na cel, kompania K zaatakowała wzdłuż prawego skrzydła, pędząc przez dymiące szczątki obrony północnowietnamskiej, wyrywając obrońców z ruin bunkrów i okopów. O 14:28 kompania K podniosła flagę USA na wzgórzu. Batalion stracił sześciu zabitych i 21 rannych. Marines wzięli dwóch jeńców z 8. batalionu 29 Pułku 325 Dywizji i zabili ponad 100 żołnierzy północnowietnamskich. Po wyparciu Wietnamskiej Armii Ludowej ze wzgórza, Marines rozpoczęli wycofywanie się na Wzgórze 881 Południe.
O godzinie 8:00 15 kwietnia operacja Pegasus została oficjalnie zakończona. Łączne straty USA podczas operacji wyniosły 92 zabitych, 667 rannych i pięciu zaginionych. Zginęło również 33 żołnierzy ARW, a 187 zostało rannych. Ze względu na bliską odległość wroga i jego duże skupienie, masowe bombardowania B-52, taktyczne naloty i szerokie wykorzystanie artylerii, straty Wietnamskiej Armii Ludowej zostały oszacowane przez MACV na 10 000 – 15 000 ludzi.
Lownds i 26 Pułk Marines opuścili Khe Sanh, pozostawiając obronę bazy 1 Pułkowi Marines. Ostatni raz pojawił się on w historii Khe Sanh 23 maja, kiedy jego sierżant sztabowy i sam Lownds stanęli przed prezydentem Johnsonem i otrzymali Presidential Unit Citation w imieniu 26 Pułku Marines.

#### Operacja Scotland II
15 kwietnia 3 Dywizja Piechoty Morskiej przejęła odpowiedzialność za KSCB, operacja Pegasus dobiegła końca, a operacja Scotland II rozpoczęła się od poszukiwań żołnierzy północnowietnamskich przez Marines w okolicy. Operacja Scotland II miała być kontynuowana do 28 lutego 1969 roku, w wyniku czego zginęło 435 Marines i 3304 żołnierzy Wietnamskiej Armii Ludowej.
Autor Peter Brush szczegółowo opisuje, że „dodatkowych 413 marines zginęło podczas operacji Scotland II do końca czerwca 1968 roku”. Dalej stwierdza, że kolejnych 72 zginęło w ramach operacji Scotland II przez resztę roku, ale że te zgony nie są uwzględnione na oficjalnych listach ofiar USA w bitwie pod Khe Sanh. Nie uwzględniono również 25 zabitych żołnierzy USAF.

#### Operacja Charlie: ewakuacja bazy

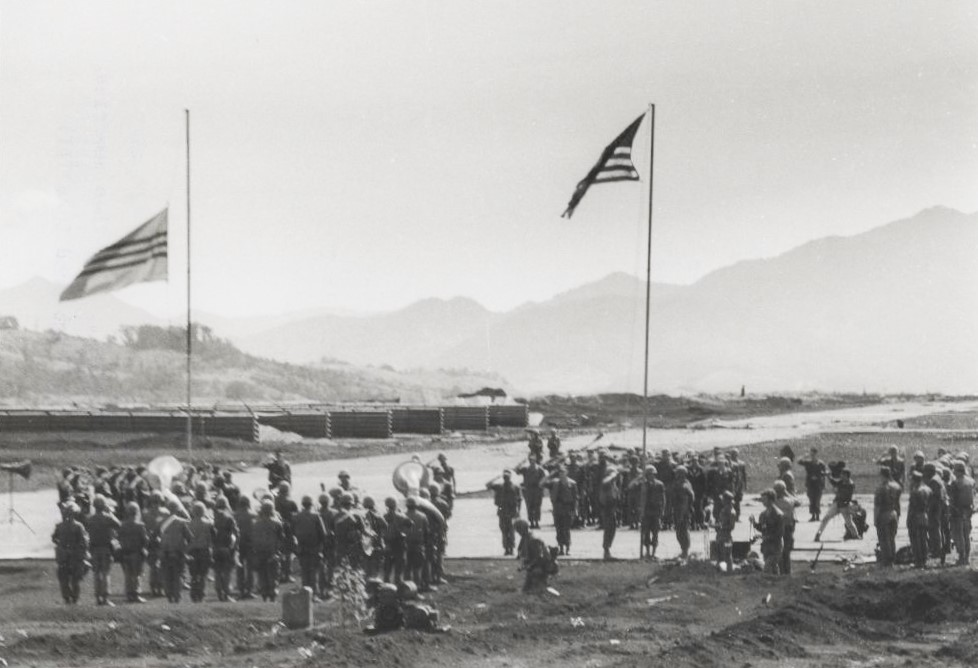
Nabożeństwo żałobne w bazie Marines

Ewakuacja Khe Sanh rozpoczęła się 19 czerwca 1968 roku pod kryptonimem operacja Charlie. Cały przydatny sprzęt został wycofany lub zniszczony, a personel ewakuowany. Ograniczony atak został jeszcze przeprowadzony przez kompanię Wietnamskiej Armii Ludowej 1 lipca, uderzając w kompanię z 3. batalionu 4 Pułku Marines, która utrzymywała pozycję 3 km na południowy wschód od bazy. Wojska północnowietnamskie straciły ponad 200 zabitych, podczas gdy broniący się Marines zaledwie dwóch ludzi. Oficjalne zamknięcie bazy nastąpiło 5 lipca po walkach, w których zginęło kolejnych pięciu Marines. Wycofanie ostatnich żołnierzy piechoty morskiej pod osłoną ciemności zostało utrudnione przez ostrzał mostu wzdłuż autostrady nr 9, który musiał zostać naprawiony przed zakończeniem odwrotu.
Po zamknięciu bazy niewielka grupa Marines pozostała wokół Wzgórza 689, wykonując operacje oczyszczające. Nastąpiły dalsze walki, w wyniku których zginęło kolejnych 11 Marines i 89 żołnierzy Wietnamskiej Armii Ludowej, po czym Marines ostatecznie wycofali się z tego obszaru 11 lipca. Według Brusha, był to „jedyny przypadek, w którym Amerykanie porzucili główną bazę bojową z powodu presji wroga”, a po bitwie Wietnam Północny rozpoczął silną kampanię propagandową, starając się wykorzystać odwrót Amerykanów i promować przekonanie, że nie nastąpił on dobrowolne.
Wietnamska Armia Ludowa twierdziła, że rozpoczęła ataki na wycofujących się Amerykanów 26 czerwca 1968 roku, przedłużając wycofanie, zabijając 1300 Amerykanów i zestrzeliwując 34 samoloty przed „wyzwoleniem” Khe Sanh 15 lipca. Wietnam Północny twierdził też, że podczas całej bitwy wyeliminował 17 000 żołnierzy wroga, w tym 13 000 Amerykanów i zniszczył 480 samolotów.
Niezależnie od tego, Wietnamska Armia Ludowa przejęła kontrolę nad strategicznie ważnym obszarem, a jego linie komunikacyjne rozszerzyły się dalej w głąb Wietnamu Południowego. Gdy tylko ogłoszono wiadomość o zamknięciu KSCB, amerykańskie media natychmiast zadały pytania o powody jego porzucenia. Zapytali, co się zmieniło w ciągu sześciu miesięcy, że amerykańscy dowódcy byli gotowi opuścić Khe Sanh w lipcu, mimo wcześniejszych twierdzeń, że będą go bronić za wszeką cenę. Wyjaśnienia podane przez dowództwo w Sajgonie brzmiały: „Wróg zmienił taktykę i zredukował siły; Wietnamska Armia Ludowa wytyczyła nowe szlaki infiltracji; Marines mają teraz wystarczająco dużo żołnierzy i śmigłowców, aby przeprowadzać mobilne operacje; stała baza nie była już konieczna”.
Podczas gdy KSCB została porzucona, Marines kontynuowali patrolowanie płaskowyżu Khe Sanh, w tym ponowne zajęcie obszaru przez siły ARW w dniach 5–19 października 1968 roku przy minimalnym oporze. 31 grudnia 1968 roku 3. batalion rozpoznawczy został wysadzony na zachód od Khe Sanh, aby rozpocząć operację Dawson River West, 2 stycznia 1969 roku 9 Pułk Marines i 2 Pułk ARW zostały również rozmieszczone na płaskowyżu przy wsparciu nowo utworzonych baz wsparcia ogniowego Geiger i Smith; 3-tygodniowa operacja nie wykazała obecności znaczących sił Wietnamskiej Armii Ludowej ani zaopatrzenia w rejonie Khe Sanh. Od 12 czerwca do 6 lipca 1969 roku Grupa Zadaniowa Guadalcanal, w skład której wchodził 1. batalionu 9 Pułku Marines, 1. batalion 5 Pułku Piechoty oraz 2. i 3. batalion 2 Pułku ARW okupowała rejon Khe Sanh w ramach operacji Utah Mesa. Marines zajmowali Wzgórze 950 z widokiem na płaskowyż Khe Sanh od 1966 do września 1969 roku, kiedy kontrolę nad nim przejęła armia, która wykorzystywała to miejsce jako bazę operacyjną i wsparcia SOG, aż do jego ostatecznego zajęcia przez Wietnamską Armię Ludową w czerwcu 1971 roku. Stopniowe wycofywanie sił USA z Wietnamu rozpoczęło się w 1969 roku, a przyjęcie polityki wietnamizacji oznaczało, że w tamtym czasie „chociaż miało miejsce wiele ograniczonych ofensyw taktycznych, udział wojsk amerykańskich w wojnie wkrótce zostałby ograniczony do defensywy”.
Według historyka wojskowości Ronalda Spectora, nie można rozsądnie opisać walk w Khe Sanh jako amerykańskiego zwycięstwa. Wraz z opuszczeniem bazy, według Thomasa Ricksa, „Khe Sanh zapisał się w umysłach wielu Amerykanów jako symbol bezsensownej ofiary i niejasnych taktyk, które przenikały skazany na niepowodzenie wysiłek wojenny USA w Wietnamie”. Korespondent Michael Herr relacjonował bitwę, a jego relacja zainspirowała surrealistyczną scenę „Do Long Bridge” w filmie Czas Apokalipsy, która podkreślała bezsens wojny.

## Następstwa

### Upadek linii McNamary
Począwszy od 1966 roku Stany Zjednoczone próbowały ustanowić system umocnień w strefie zdemilitaryzowanej, aby zapobiec infiltracji przez wojska północnowietnamskie. Znana jako linia McNamary, początkowo miała nazwę kodową „Project Nine”. Później, we wrześniu 1967 roku, MACV przemianowała ją na „Dye Marker”, gdy Wietnamska Armia Ludowa rozpoczęła pierwszą fazę ofensywy, przeprowadzając ataki na pozycje zajmowane przez Marines w strefie zdemilitaryzowanej. Ataki utrudniły rozbudowę linii McNamary, a gdy walki wokół Khe Sanh się nasiliły, niezbędny sprzęt, w tym czujniki, musiał zostać przekierowany z innych miejsc, aby zaspokoić potrzeby garnizonu w Khe Sanh. Budowa linii została ostatecznie przerwana, a zasoby później przekierowane na wdrożenie bardziej mobilnej strategii.

### Ocena
Dokładny charakter strategicznego celu Wietnamu Północnego pod Khe Sanh jest uważany za jedno z najbardziej intrygujących i do dziś niewyjaśnionych pytań wojny wietnamskiej. Według Gordona Rottmana nawet oficjalna północnowietnamska historia wojny, Victory in Vietnam, w dużej mierze milczy na ten temat . Pytanie, znane wśród amerykańskich historyków jako „zagadka Khe Sanh”, zostało podsumowane przez Johna Pradosa i Raya Stubbe: „Albo ofensywa Tết była dywersją mającą na celu ułatwienie przygotowań komunistów do zwycięskiej bitwy pod Khe Sanh, albo Khe Sanh było dywersją mającą na celu odwrócenie uwagi Westmorelanda w dniach poprzedzających ofensywę Tết”. Oceniając zamiary Wietnamu Północnego, Peter Brush cytuje twierdzenie dowódcy teatru działań wojennych Wietnamu Północnego, Võ Nguyên Giápa, „że samo Khe Sanh nie miało znaczenia, a było jedynie dywersję mającą na celu odciągnięcie sił USA od zaludnionych obszarów Wietnamu Południowego”. Doprowadziło to innych obserwatorów do wniosku, że oblężenie służyło szerszej strategii Wietnamu Północnego, odciągając 30 000 żołnierzy amerykańskich od miast, które były głównymi celami ofensywy Tết.
Czy Wietnam Północny faktycznie planował zdobyć Khe Sanh, czy bitwa była próbą powtórzenia triumfu Việt Minhu nad Francuzami w bitwie pod Dien Bien Phu, od dawna jest przedmiotem sporu. Westmoreland uważał, że prawdziwe jest drugie twierdzenie, a jego przekonanie stanowiło podstawę chęci zorganizowania „odwróconego Dien Bien Phu”. Ci, którzy zgadzają się z Westmorelandem, uważają, że nie ma innego wyjaśnienia, dlaczego Hanoi skierowało tak wiele sił w ten obszar zamiast skierować je do ofensywy Tết. Na poparcie argumentu Westmorelanda przytacza się fakt, że Wietnam Północny skierował do ofensywy tylko połowę swoich dostępnych sił (60 000 – 70 000), z których większość stanowił Vietcong. Inne teorie twierdziły, że siły wokół Khe Sanh były po prostu zlokalizowanym środkiem obronnym w strefie zdemilitaryzowanej lub że służyły jako rezerwa na wypadek ofensywy amerykańskiej w stylu amerykańskiej inwazji na Inczon podczas wojny koreańskiej. Jednak źródła północnowietnamskie twierdzą, że Amerykanie nie odnieśli zwycięstwa w Khe Sanh, ale zostali zmuszeni do wycofania się, aby uniknąć zniszczenia. Wietnamska Armia Ludowa twierdziła, że Khe Sanh było „bolesną porażką zarówno z wojskowego, jak i politycznego punktu widzenia”. Westmoreland został zastąpiony dwa miesiące po zakończeniu bitwy, a jego następca tłumaczył wycofanie się na różne sposoby.

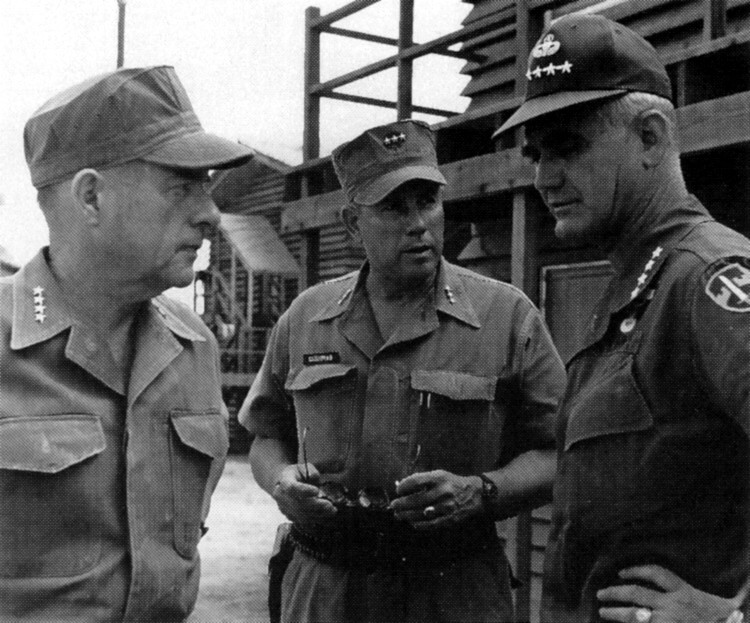
Gen. Wallace Greene, komendant Korpusu Piechoty Morskiej (po lewej), gen. por. Robert Cushman, dowódca III MAF (pośrodku) i gen. William Westmoreland (po prawej)

Gen. Creighton Abrams zasugerował również, że Wietnamczycy z Północy mogli planować powtórzenie Dien Bien Phu. Uważał, że dowodzą tego działania Wietnamskiej Armii Ludowej podczas ofensywy Tết. Przytoczył fakt, że wyparcie wojsk Wietnamu Północnego z Huế zajęłoby więcej czasu, gdyby Wietnamska Armia Ludowa skierowała trzy dywizje z Khe Sanh do walki tam, zamiast dzielić swoje siły. Ta jednak skierowała aż trzy pułki do walki w sektorze Khe Sanh.
Inna interpretacja była taka, że Wietnam Północny planował działać na obu końcach przeciwko środkowi – strategia, która stała się znana jako Option Play. Wietnamska Armia Ludowa próbowałaby w niej zdobyć Khe Sanh, ale jeśli by się to nie udało, związałaby walką tylu amerykańskich i południowowietnamskich sił w I Korpusie, ile tylko mogłaby, co ułatwiłoby ofensywę Tết. Pogląd ten został poparty przechwyconym północnowietnamskim studium bitwy z 1974 roku, w którym stwierdzono, że Wietnamska Armia Ludowa zdobyłaby Khe Sanh, gdyby mogła to zrobić, ale istniała granica ceny, jaką musiałaby za to zapłacić. Jej głównym celem było zadanie strat żołnierzom amerykańskim i odizolowanie ich w odległych regionach granicznych.
Inna teoria głosi, że działania wokół Khe Sanh i inne bitwy graniczne były po prostu fintą i podstępem mającym na celu skupienie uwagi i sił amerykańskich na granicy. Historyk i wojskowy, gen. Dave Palmer, zaakceptował tę logikę: „Generał Giáp nigdy nie miał zamiaru zdobycia Khe Sanh. […] [To] była finta, działania dywersyjne. I wspaniale spełniła swój cel”.
Generał piechoty morskiej Rathvon M. Tompkins, dowódca 3 Dywizji Piechoty Morskiej, zauważył, że gdyby Wietnamska Armia Ludowa faktycznie zamierzała zdobyć Khe Sanh, wojska północnowietnamskie mogłyby odciąć jedyne źródło wody dla bazy, strumień płynący 500 m poza jej obwodem. Gdyby tylko zanieczyścili strumień, most powietrzny nie dostarczyłby wystarczającej ilości wody Marines. Ponadto gen. por. Marines Victor Krulak poparł pogląd, że nigdy nie było poważnego zamiaru zajęcia bazy, argumentując, że ani jej zaopatrzenie w wodę, ani linie telefoniczne nie zostały nigdy przecięte przez żołnierzy północnowietnamskich.

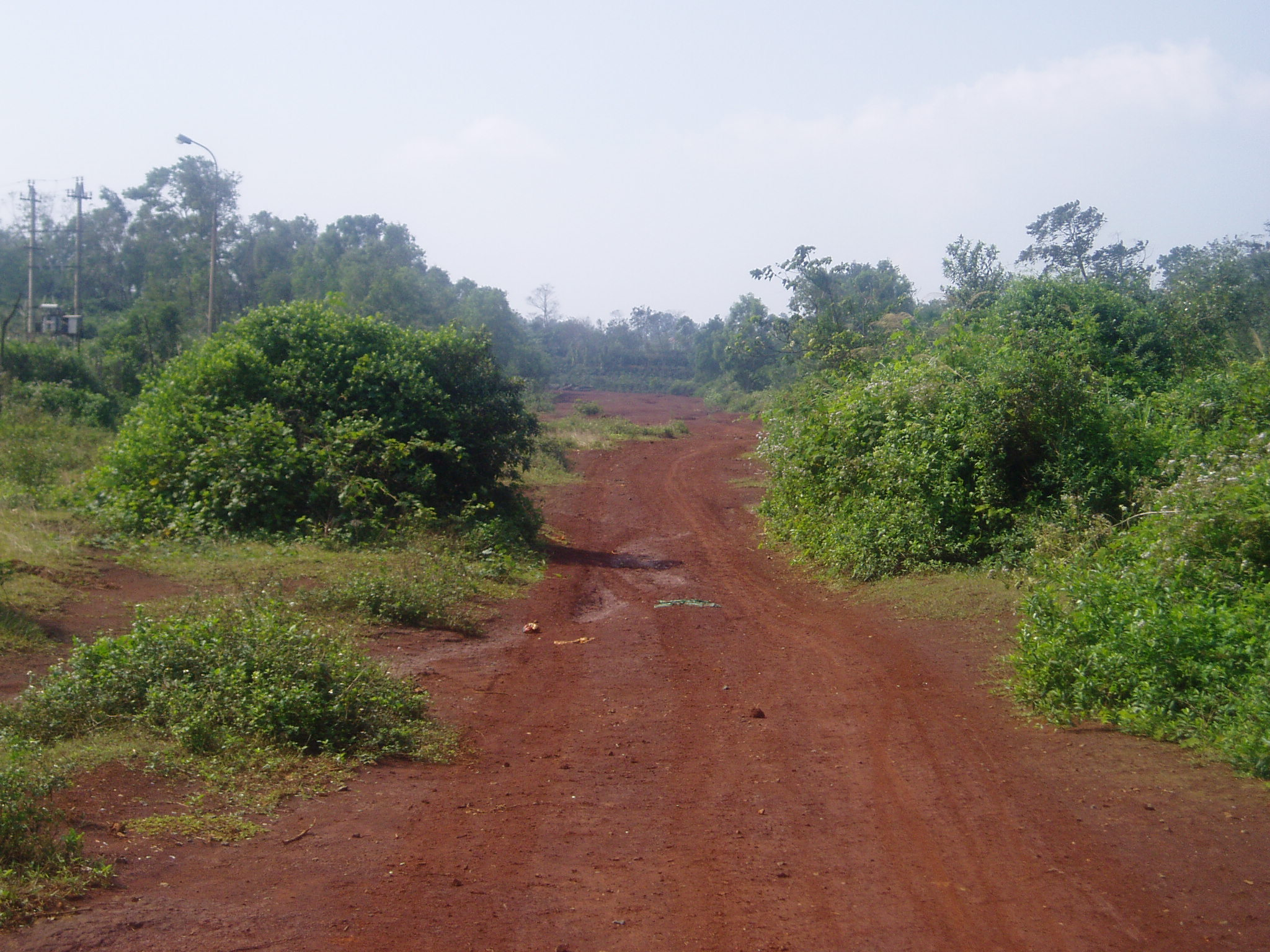
Pas startowy Khe Sanh, grudzień 2006

Jednym z argumentów, który został wówczas wysunięty przez Westmorelanda i od tego czasu był często cytowany przez historyków bitwy, jest to, że tylko dwa pułki Marines stacjonowały w Khe Sanh, w porównaniu z kilkoma dywizjami Wietnamskiej Armii Ludowej. Kiedy Hanoi podjęło decyzję o przejściu wokół bazy, Khe Sanh było utrzymywane tylko przez jeden lub dwa bataliony amerykańskie. Można dyskutować, czy zniszczenie zaledwie jednego batalionu mogło być celem dwóch do czterech dywizji Wietnamskiej Armii Ludowej. Jednak nawet jeśli Westmoreland wierzył w swoje oświadczenie, jego argument nigdy nie przeszedł na kolejny poziom logiczny. Do końca stycznia 1968 roku przeniósł połowę wszystkich amerykańskich wojsk bojowych, prawie 50 batalionów manewrowych, do I Korpusu.

### Użycie bazy podczas operacji Lam Son 719
30 stycznia 1971 roku siły ARW i USA rozpoczęły operację Dewey Canyon II, która obejmowała ponowne otwarcie autostrady nr 9, opanowanie obszaru Khe Sanh i ponowne zajęcie KSCB jako wysuniętej bazy zaopatrzeniowej dla operacji Lam Son 719. 8 lutego 1971 roku czołowe jednostki ARW maszerowały autostradą nr 9 do południowego Laosu, podczas gdy amerykańskim siłom lądowym i doradcom zakazano wkraczania do Laosu. Operacji zapewniono amerykańskie wsparcie logistyczne, lotnicze i artyleryjskie
Po klęsce ARW w Laosie, nowo otwarta baza KSCB została zaatakowana przez saperów i artylerię Wietnamskiej Armii Ludowej, a 6 kwietnia 1971 roku została ponownie, tym razem już na zawsze opuszczona.